# Temporada da WTA de 2015
A temporada da WTA de 2015 foi o circuito feminino das tenistas profissionais de elite para o ano em questão. A Associação de Tênis Feminino (WTA) organiza a maioria dos eventos – os WTA Premier Mandatory, WTA Premier 5, WTA Premier, WTA International e os de fim de temporada e os de fim de temporada (WTA Finals e WTA Elite Trophy), enquanto que a Federação Internacional de Tênis (ITF) tem os torneios do Grand Slam, a Fed Cup e a Copa Hopman.

## Calendário

### Países
| Torneios | País(es) | País(es) |
| -------- | --- | --- |
| 8        | Estados Unidos | Estados Unidos |
| 6        | China | China |
| 5        | Austrália | Austrália |
| 4        | Reino Unido | Reino Unido |
| 2        | Alemanha · Áustria · Brasil · Canadá | França · Japão · México |
| 1        | Azerbaijão · Bélgica · Catar · Colômbia · Coreia do Sul · Emirados Árabes Unidos · Espanha · Hong Kong · Itália · Luxemburgo · Malásia · Marrocos | Nova Zelândia · Países Baixos · Polónia · República Checa · Roménia · Rússia · Singapura · Suécia · Tailândia · Turquia · Uzbequistão |

### Mudanças
- Torneio(s):
  - Debutantes: Nottingham, Praga, Tóquio (novo International, além do já existente Premier) e WTA Elite Trophy;
  - Extintos: Oeiras, Osaka, Paris e Torneio das Campeãs;
  - Retomados: Antuérpia (último: 2008);
  - Piso: Florianópolis (duro para saibro).

- Datas:
  - Uma semana antes: primeira data da Fed Cup, Dubai, Rio de Janeiro, Katowice, 's-Hertogenbosch, Båstad;
  - Uma semana depois: Pattaya, Marraquexe, Birmingham, Bad Gastein;
  - Fevereiro para julho: Florianópolis;
  - Fim para o começo de março: Monterrey;
  - Abril para março: Kuala Lumpur;
  - Começo para o fim de setembro: Tashkent;
  - Setembro para outubro: Hong Kong.

- O torneio de duplas do WTA Finals mudou o formato de disputa (eliminatório para fase grupos mais eliminatório);
- O torneio secundário de Fim de temporada (WTA Elite Trophy) agora inclui um evento de duplas (que não vale pontos; somente dinheiro).

- Movimentações de rotina:
  - Cidade: Montreal para Toronto (troca anual entre ATP e WTA);
  - Categoria: Doha (WTA Premier 5 para WTA Premier) e Dubai (WTA Premier para WTA Premier 5).

### Mês a mês

#### Legenda
Abaixo estão exemplos, com explicações usando o elemento dica de contexto. Basta passar o cursor sobre cada linha pontilhada para lê-las.
| Semana de                   | Torneio                                                                                        | Campeã(s)(o/ões)            | Vice-campeã(s)(o/ões)     | Resultado            |
| --------------------------- | ---------------------------------------------------------------------------------------------- | --------------------------- | ------------------------- | -------------------- |
| 16 de janeiro 23 de janeiro | Australian Open · Melbourne, Austrália · Grand Slam · A$ 12.176.550 – duro – 128S•96Q•64D•32DM | jogador(a) 1                | jogador(a) 2              | 7–61, 4–6, 7–6(10–6) |
| 16 de janeiro 23 de janeiro | Australian Open · Melbourne, Austrália · Grand Slam · A$ 12.176.550 – duro – 128S•96Q•64D•32DM | jogador(a) 3 · jogador(a) 4 | jogador(a) 5 jogador(a) 6 | 4–6, 6–4, [11–9]     |
| 16 de janeiro 23 de janeiro | Australian Open · Melbourne, Austrália · Grand Slam · A$ 12.176.550 – duro – 128S•96Q•64D•32DM | jogadora 7 jogador 8        | jogadora 9 jogador 10     | 6–2, 4–6, [10–3]     |

| Casos excepcionais | Premiação               | Grand Slam | Grand Slam | Grand Slam |
| Casos excepcionais | Premiação               | Variável   |            |            |
| Casos excepcionais | Número de participantes | QD         | E          |            |
| Casos excepcionais | Ordenação dos torneios  |            |            |            |

| Ícones | Clicável      |                                        |                                           |
| Ícones | Clicável      | edição do torneio                      |                                           |
| Ícones | Não-clicáveis |                                        | primeiro título conquistado na modalidade |
| Ícones | Não-clicáveis | o(a) jogador(a)/país defendeu o título |                                           |

#### Janeiro
| Semana de                   | Torneio                                                                                          | Campeã(s)(o/ões)                               | Vice-campeã(s)(o/ões)                         | Resultado      |
| --------------------------- | ------------------------------------------------------------------------------------------------ | ---------------------------------------------- | --------------------------------------------- | -------------- |
| 5 de janeiro                | Brisbane International Brisbane, Austrália WTA Premier US$ 1.000.000 – duro – 30S•32Q•16D        | Maria Sharapova                                | Ana Ivanović                                  | 46–7, 6–3, 6–3 |
| 5 de janeiro                | Brisbane International Brisbane, Austrália WTA Premier US$ 1.000.000 – duro – 30S•32Q•16D        | Martina Hingis Sabine Lisicki                  | Caroline Garcia Katarina Srebotnik            | 6–2, 7–5       |
| 5 de janeiro                | ASB Classic Auckland, Nova Zelândia WTA International US$ 250.000 – duro – 32S•32Q•16D           | Venus Williams                                 | Caroline Wozniacki                            | 2–6, 6–3, 6–3  |
| 5 de janeiro                | ASB Classic Auckland, Nova Zelândia WTA International US$ 250.000 – duro – 32S•32Q•16D           | Sara Errani Roberta Vinci                      | Shuko Aoyama Renata Voráčová                  | 6–2, 6–1       |
| 5 de janeiro                | Shenzhen Open Shenzhen, China WTA International US$ 500.000 – duro – 32S•16Q•16D                 | Simona Halep                                   | Timea Bacsinszky                              | 6–2, 6–2       |
| 5 de janeiro                | Shenzhen Open Shenzhen, China WTA International US$ 500.000 – duro – 32S•16Q•16D                 | Lyudmyla Kichenok · Nadiia Kichenok            | Liang Chen Wang Yafan                         | 6–4, 7–66      |
| 5 de janeiro                | Hopman Cup Perth, Austrália Competição de curta duração entre países – mista duro (coberto) – 8E | Polónia · Agnieszka Radwańska · Jerzy Janowicz | Estados Unidos · Serena Williams · John Isner | 2–1            |
| 12 de janeiro               | Apia International Sydney Sydney, Austrália WTA Premier US$ 731.000 – duro – 30S•32Q•16D         | Petra Kvitová                                  | Karolína Plíšková                             | 7–65, 7–66     |
| 12 de janeiro               | Apia International Sydney Sydney, Austrália WTA Premier US$ 731.000 – duro – 30S•32Q•16D         | Bethanie Mattek-Sands Sania Mirza              | Raquel Kops-Jones Abigail Spears              | 6–3, 6–3       |
| 12 de janeiro               | Hobart International Hobart, Austrália WTA International US$ 250.000 – duro – 32S•32Q•16D        | Heather Watson                                 | Madison Brengle                               | 6–3, 6–4       |
| 12 de janeiro               | Hobart International Hobart, Austrália WTA International US$ 250.000 – duro – 32S•32Q•16D        | Kiki Bertens · Johanna Larsson                 | Vitalia Diatchenko Monica Niculescu           | 7–5, 6–3       |
| 19 de janeiro 26 de janeiro | Australian Open Melbourne, Austrália Grand Slam A$ 18.036.600 – duro – 128S•96Q•64D•32DM         | Serena Williams                                | Maria Sharapova                               | 6–3, 7–65      |
| 19 de janeiro 26 de janeiro | Australian Open Melbourne, Austrália Grand Slam A$ 18.036.600 – duro – 128S•96Q•64D•32DM         | Bethanie Mattek-Sands Lucie Šafářová           | Chan Yung-jan Zheng Jie                       | 6–4, 7–65      |
| 19 de janeiro 26 de janeiro | Australian Open Melbourne, Austrália Grand Slam A$ 18.036.600 – duro – 128S•96Q•64D•32DM         | Martina Hingis Leander Paes                    | Kristina Mladenovic Daniel Nestor             | 6–4, 6–3       |

#### Fevereiro
| Semana de       | Torneio | Campeã(s)                                      | Vice-campeã(s)                          | Resultado          |
| --------------- | --- | ---------------------------------------------- | --------------------------------------- | ------------------ |
| 2 de fevereiro  | Fed Cup: primeira fase Quebec, Canadá – duro (coberto) Gênova, Itália – saibro (coberto) Cracóvia, Polônia – duro (coberto) Stuttgart, Alemanha – duro (coberto) Competição de longa duração entre países – 8E | · República Checa · França · Rússia · Alemanha | · Canadá · Itália · Polónia · Austrália | 4–0 3–2 4–0 4–1    |
| 9 de fevereiro  | BNP Paribas Fortis Diamond Games Antuérpia, Bélgica WTA Premier US$ 731.000 – duro (coberto) – 28S•32Q•16D | Andrea Petkovic                                | Carla Suárez Navarro                    | w.o.               |
| 9 de fevereiro  | BNP Paribas Fortis Diamond Games Antuérpia, Bélgica WTA Premier US$ 731.000 – duro (coberto) – 28S•32Q•16D | Anabel Medina Garrigues Arantxa Parra Santonja | An-Sophie Mestach Alison Van Uytvanck   | 6–4, 3–6, [10–5]   |
| 9 de fevereiro  | PTT Thailand Open Pattaya, Tailândia WTA International US$ 250.000 – duro – 32S•16Q•15D | Daniela Hantuchová                             | Ajla Tomljanović                        | 3–6, 6–3, 6–4      |
| 9 de fevereiro  | PTT Thailand Open Pattaya, Tailândia WTA International US$ 250.000 – duro – 32S•16Q•15D | Chan Hao-ching Chan Yung-jan                   | Shuko Aoyama Tamarine Tanasugarn        | 2–6, 6–4, [10–3]   |
| 16 de fevereiro | Dubai Duty Free Tennis Championships Dubai, Emirados Árabes Unidos WTA Premier 5 US$ 2.513.000 – duro – 54S•32Q•28D                                                                                            | Simona Halep                                   | Karolína Plíšková                       | 6–4, 7–64          |
| 16 de fevereiro | Dubai Duty Free Tennis Championships Dubai, Emirados Árabes Unidos WTA Premier 5 US$ 2.513.000 – duro – 54S•32Q•28D                                                                                            | Tímea Babos Kristina Mladenovic                | Garbiñe Muguruza Carla Suárez Navarro   | 6–3, 6–2           |
| 16 de fevereiro | Rio Open Rio de Janeiro, Brasil WTA International US$ 250.000 – saibro – 32S•24Q•16D | Sara Errani                                    | Anna Schmiedlová                        | 7–62, 6–1          |
| 16 de fevereiro | Rio Open Rio de Janeiro, Brasil WTA International US$ 250.000 – saibro – 32S•24Q•16D | Ysaline Bonaventure · Rebecca Peterson         | Irina-Camelia Begu María Irigoyen       | 3–0, ab.           |
| 23 de fevereiro | Qatar Total Open Doha, Catar WTA Premier US$ 731.000 – duro – 28S•32Q•16D | Lucie Šafářová                                 | Victoria Azarenka                       | 6–4, 6–3           |
| 23 de fevereiro | Qatar Total Open Doha, Catar WTA Premier US$ 731.000 – duro – 28S•32Q•16D | Raquel Kops-Jones Abigail Spears               | Hsieh Su-wei Sania Mirza                | 6–4, 6–4           |
| 23 de fevereiro | Abierto Mexicano Telcel Acapulco, México WTA International US$ 250.000 – duro – 32S•32Q•16D | Timea Bacsinszky                               | Caroline Garcia                         | 6–3, 6–0           |
| 23 de fevereiro | Abierto Mexicano Telcel Acapulco, México WTA International US$ 250.000 – duro – 32S•32Q•16D | Lara Arruabarrena María Teresa Torró Flor      | Andrea Hlaváčková Lucie Hradecká        | 7–62, 5–7, [13–11] |

#### Março
| Semana de               | Torneio                                                                                                | Campeã(s)                          | Vice-campeã(s)                      | Resultado        |
| ----------------------- | --- | ---------------------------------- | ----------------------------------- | ---------------- |
| 2 de março \|           | BMW Malaysian Open Kuala Lumpur, Malásia WTA International US$ 250.000 – duro – 32S•24Q•16D            | Caroline Wozniacki                 | Alexandra Dulgheru                  | 4–6, 6–2, 6–1    |
| 2 de março \|           | BMW Malaysian Open Kuala Lumpur, Malásia WTA International US$ 250.000 – duro – 32S•24Q•16D            | Liang Chen · Wang Yafan            | Yuliya Beygelzimer Olga Savchuk     | 4–6, 6–3, [10–4] |
| 2 de março \|           | Abierto Monterrey Afirme Monterrey, México WTA International US$ 500.000 – duro – 32S•32Q•16D          | Timea Bacsinszky                   | Caroline Garcia                     | 4–6, 6–2, 6–4    |
| 2 de março \|           | Abierto Monterrey Afirme Monterrey, México WTA International US$ 500.000 – duro – 32S•32Q•16D          | Gabriela Dabrowski Alicja Rosolska | Anastasia Rodionova Arina Rodionova | 6–3, 2–6, [10–3] |
| 9 de março 16 de março  | BNP Paribas Open Indian Wells, Estados Unidos WTA Premier Mandatory US$ 6.157.160 – duro – 96S•48Q•32D | Simona Halep                       | Jelena Janković                     | 2–6, 7–5, 6–4    |
| 9 de março 16 de março  | BNP Paribas Open Indian Wells, Estados Unidos WTA Premier Mandatory US$ 6.157.160 – duro – 96S•48Q•32D | Martina Hingis Sania Mirza         | Ekaterina Makarova Elena Vesnina    | 6–3, 6–4         |
| 23 de março 30 de março | Miami Open Miami, Estados Unidos WTA Premier Mandatory US$ 6.157.160 – duro – 96S•48Q•32D              | Serena Williams                    | Carla Suárez Navarro                | 6–2, 6–0         |
| 23 de março 30 de março | Miami Open Miami, Estados Unidos WTA Premier Mandatory US$ 6.157.160 – duro – 96S•48Q•32D              | Martina Hingis · Sania Mirza       | Ekaterina Makarova Elena Vesnina    | 7–5, 6–1         |

#### Abril
| Semana de   | Torneio | Campeã(s)                                      | Vice-campeã(s)                     | Resultado        |
| ----------- | --- | ---------------------------------------------- | ---------------------------------- | ---------------- |
| 6 de abril  | Family Circle Cup Charleston, Estados Unidos WTA Premier US$ 731.000 – saibro (verde) – 56S•32Q•16D                                           | Angelique Kerber                               | Madison Keys                       | 6–2, 4–6, 7–5    |
| 6 de abril  | Family Circle Cup Charleston, Estados Unidos WTA Premier US$ 731.000 – saibro (verde) – 56S•32Q•16D                                           | Martina Hingis Sania Mirza                     | Casey Dellacqua Darija Jurak       | 6–0, 6–4         |
| 6 de abril  | Katowice Open Katowice, Polônia WTA International US$ 250.000 – duro (coberto) – 32S•30Q•16D                                                  | Anna Karolína Schmiedlová                      | Camila Giorgi                      | 6–4, 6–3         |
| 6 de abril  | Katowice Open Katowice, Polônia WTA International US$ 250.000 – duro (coberto) – 32S•30Q•16D                                                  | Ysaline Bonaventure · Demi Schuurs             | Gioia Barbieri Karin Knapp         | 7–5, 4–6, [10–6] |
| 13 de abril | Claro Open Colsanitas Bogotá, Colômbia WTA International US$ 250.000 – saibro – 32S•24Q•16D                                                   | Teliana Pereira                                | Yaroslava Shvedova                 | 7–62, 6–1        |
| 13 de abril | Claro Open Colsanitas Bogotá, Colômbia WTA International US$ 250.000 – saibro – 32S•24Q•16D                                                   | Paula Cristina Gonçalves · Beatriz Haddad Maia | Irina Falconi Shelby Rogers        | 6–3, 3–6, [10–6] |
| 13 de abril | Fed Cup: semifinais Ostrava, República Tcheca – duro (coberto) Sóchi, Rússia – saibro (coberto) Competição de longa duração entre países – 8E | · República Checa · Rússia                     | · França · Alemanha                | 3–1 3–2          |
| 20 de abril | Porsche Tennis Grand Prix Stuttgart, Alemanha WTA Premier US$ 731.000 – saibro (coberto) – 28S•32Q•16D                                        | Angelique Kerber                               | Caroline Wozniacki                 | 3–6, 6–1, 7–5    |
| 20 de abril | Porsche Tennis Grand Prix Stuttgart, Alemanha WTA Premier US$ 731.000 – saibro (coberto) – 28S•32Q•16D                                        | Bethanie Mattek-Sands Lucie Šafářová           | Caroline Garcia Katarina Srebotnik | 6–4, 6–3         |
| 27 de abril | Grand Prix de SAR La Princesse Lalla Meryem Marraquexe, Marrocos WTA International US$ 250.000 – saibro – 32S•32Q•16D                         | Elina Svitolina                                | Tímea Babos                        | 7–5, 7–63        |
| 27 de abril | Grand Prix de SAR La Princesse Lalla Meryem Marraquexe, Marrocos WTA International US$ 250.000 – saibro – 32S•32Q•16D                         | Tímea Babos Kristina Mladenovic                | Laura Siegemund Maryna Zanevska    | 6–1, 7–65        |
| 27 de abril | J&T Banka Prague Open Praga, República Tcheca WTA International US$ 250.000 – saibro – 32S•32Q•16D                                            | Karolína Plíšková                              | Lucie Hradecká                     | 4–6, 7–5, 6–3    |
| 27 de abril | J&T Banka Prague Open Praga, República Tcheca WTA International US$ 250.000 – saibro – 32S•32Q•16D                                            | Belinda Bencic · Kateřina Siniaková            | Kateryna Bondarenko Eva Hrdinová   | 6–2, 6–2         |

#### Maio
| Semana de              | Torneio                                                                                               | Campeã(s)(o/ões)                       | Vice-campeã(s)(o/ões)                 | Resultado         |
| ---------------------- | --- | -------------------------------------- | ------------------------------------- | ----------------- |
| 4 de maio              | Mutua Madrid Open Madri, Espanha WTA Premier Mandatory € 4.785.714 – saibro – 64S•32Q•28D             | Petra Kvitová                          | Svetlana Kuznetsova                   | 6–1, 6–2          |
| 4 de maio              | Mutua Madrid Open Madri, Espanha WTA Premier Mandatory € 4.785.714 – saibro – 64S•32Q•28D             | Casey Dellacqua Yaroslava Shvedova     | Garbiñe Muguruza Carla Suárez Navarro | 6–3, 46–7, [10–5] |
| 11 de maio             | Internazionali BNL d'Italia Roma, Itália WTA Premier 5 US$ 2.729.240 – saibro – 56S•32Q•28D           | Maria Sharapova                        | Carla Suárez Navarro                  | 4–6, 7–5, 6–1     |
| 11 de maio             | Internazionali BNL d'Italia Roma, Itália WTA Premier 5 US$ 2.729.240 – saibro – 56S•32Q•28D           | Tímea Babos Kristina Mladenovic        | Martina Hingis Sania Mirza            | 6–4, 6–3          |
| 18 de maio             | Internationaux de Strasbourg Estrasburgo, França WTA International US$ 250.000 – saibro – 32S•24Q•16D | Samantha Stosur                        | Kristina Mladenovic                   | 3–6, 6–2, 6–3     |
| 18 de maio             | Internationaux de Strasbourg Estrasburgo, França WTA International US$ 250.000 – saibro – 32S•24Q•16D | Chuang Chia-jung Liang Chen            | Nadiia Kichenok Zheng Saisai          | 4–6, 6–4, [12–10] |
| 18 de maio             | Nürnberger Versicherungscup Nuremberg, Alemanha WTA International US$ 250.000 – saibro – 32S•24Q•16D  | Karin Knapp                            | Roberta Vinci                         | 7–65, 4–6, 6–1    |
| 18 de maio             | Nürnberger Versicherungscup Nuremberg, Alemanha WTA International US$ 250.000 – saibro – 32S•24Q•16D  | Chan Hao-ching Anabel Medina Garrigues | Lara Arruabarrena Raluca Olaru        | 6–2, 7–65         |
| 25 de maio 1º de junho | Torneio de Roland Garros Paris, França Grand Slam € 10.359.000 – saibro – 128S•96Q•64D•32DM           | Serena Williams                        | Lucie Šafářová                        | 6–3, 26–7, 6–2    |
| 25 de maio 1º de junho | Torneio de Roland Garros Paris, França Grand Slam € 10.359.000 – saibro – 128S•96Q•64D•32DM           | Bethanie Mattek-Sands Lucie Šafářová   | Casey Dellacqua Yaroslava Shvedova    | 3–6, 6–4, 6–2     |
| 25 de maio 1º de junho | Torneio de Roland Garros Paris, França Grand Slam € 10.359.000 – saibro – 128S•96Q•64D•32DM           | Bethanie Mattek-Sands Mike Bryan       | Lucie Hradecká Marcin Matkowski       | 7–63, 6–1         |

#### Junho
| Semana de              | Torneio                                                                                              | Campeã(s)(o/ões)                      | Vice-campeã(s)(o/ões)                    | Resultado        |
| ---------------------- | --- | ------------------------------------- | ---------------------------------------- | ---------------- |
| 8 de junho             | Aegon Open Nottingham Nottingham, Reino Unido WTA International US$ 250.000 – grama – 32S•32Q•16D    | Ana Konjuh                            | Monica Niculescu                         | 1–6, 6–4, 6–2    |
| 8 de junho             | Aegon Open Nottingham Nottingham, Reino Unido WTA International US$ 250.000 – grama – 32S•32Q•16D    | Raquel Kops-Jones Abigail Spears      | Jocelyn Rae Anna Smith                   | 3–6, 6–3, [11–9] |
| 8 de junho             | Topshelf Open 's-Hertogenbosch, Países Baixos WTA International US$ 250.000 – grama – 32S•32Q•16D    | Camila Giorgi                         | Belinda Bencic                           | 7–5, 6–3         |
| 8 de junho             | Topshelf Open 's-Hertogenbosch, Países Baixos WTA International US$ 250.000 – grama – 32S•32Q•16D    | Asia Muhammad · Laura Siegemund       | Jelena Janković Anastasia Pavlyuchenkova | 6–3, 7–5         |
| 15 de junho            | Aegon Classic Birmingham Birmingham, Reino Unido WTA Premier US$ 731.000 – grama – 56S•32Q•16D       | Angelique Kerber                      | Karolína Plíšková                        | 56–7, 6–3, 7–64  |
| 15 de junho            | Aegon Classic Birmingham Birmingham, Reino Unido WTA Premier US$ 731.000 – grama – 56S•32Q•16D       | Garbiñe Muguruza Carla Suárez Navarro | Andrea Hlaváčková Lucie Hradecká         | 6–4, 6–4         |
| 22 de junho            | Aegon International Eastbourne Eastbourne, Reino Unido WTA Premier US$ 731.000 – grama – 48S•32Q•16D | Belinda Bencic                        | Agnieszka Radwańska                      | 6–4, 4–6, 6–0    |
| 22 de junho            | Aegon International Eastbourne Eastbourne, Reino Unido WTA Premier US$ 731.000 – grama – 48S•32Q•16D | Caroline Garcia Katarina Srebotnik    | Chan Yung-jan Zheng Jie                  | 7–65, 6–2        |
| 29 de junho 6 de julho | Torneio de Wimbledon Londres, Reino Unido Grand Slam £ 12.762.000 – grama – 128S•96Q•64D•16QD•48DM   | Serena Williams                       | Garbiñe Muguruza                         | 6–4, 6–4         |
| 29 de junho 6 de julho | Torneio de Wimbledon Londres, Reino Unido Grand Slam £ 12.762.000 – grama – 128S•96Q•64D•16QD•48DM   | Martina Hingis Sania Mirza            | Ekaterina Makarova Elena Vesnina         | 5–7, 7–64, 7–5   |
| 29 de junho 6 de julho | Torneio de Wimbledon Londres, Reino Unido Grand Slam £ 12.762.000 – grama – 128S•96Q•64D•16QD•48DM   | Martina Hingis Leander Paes           | Tímea Babos Alexander Peya               | 6–1, 6–1         |

#### Julho
| Semana de   | Torneio                                                                                             | Campeã(s)                              | Vice-campeã(s)                   | Resultado        |
| ----------- | --------------------------------------------------------------------------------------------------- | -------------------------------------- | -------------------------------- | ---------------- |
| 13 de julho | Collector Swedish Open Båstad, Suécia WTA International US$ 250.000 – saibro – 32S•24Q•16D          | Johanna Larsson                        | Mona Barthel                     | 6–3, 7–62        |
| 13 de julho | Collector Swedish Open Båstad, Suécia WTA International US$ 250.000 – saibro – 32S•24Q•16D          | Kiki Bertens Johanna Larsson           | Tatjana Maria Olga Savchuk       | 7–5, 6–4         |
| 13 de julho | BRD Bucharest Open Bucareste, Romênia WTA International US$ 250.000 – saibro – 32S•32Q•16D          | Anna Karolína Schmiedlová              | Sara Errani                      | 7–63, 6–3        |
| 13 de julho | BRD Bucharest Open Bucareste, Romênia WTA International US$ 250.000 – saibro – 32S•32Q•16D          | Oksana Kalashnikova Demi Schuurs       | Andreea Mitu Patricia Maria Țig  | 6–2, 6–2         |
| 20 de julho | Nürnberger Gastein Ladies Bad Gastein, Áustria WTA International US$ 250.000 – saibro – 32S•24Q•16D | Samantha Stosur                        | Karin Knapp                      | 3–6, 7–63, 6–2   |
| 20 de julho | Nürnberger Gastein Ladies Bad Gastein, Áustria WTA International US$ 250.000 – saibro – 32S•24Q•16D | Danka Kovinić · Stephanie Vogt         | Lara Arruabarrena Lucie Hradecká | 4–6, 6–4, [10–3] |
| 20 de julho | TEB BNP Paribas Istanbul Cup Istambul, Turquia WTA International US$ 250.000 – duro – 32S•24Q•16D   | Lesia Tsurenko                         | Urszula Radwańska                | 7–5, 6–1         |
| 20 de julho | TEB BNP Paribas Istanbul Cup Istambul, Turquia WTA International US$ 250.000 – duro – 32S•24Q•16D   | Daria Gavrilova · Elina Svitolina      | Çağla Büyükakçay Jelena Janković | 5–7, 6–1, [10–4] |
| 27 de julho | Baku Cup Baku, Azerbaijão WTA International US$ 250.000 – duro – 32S•20Q•14D                        | Margarita Gasparyan                    | Patricia Maria Țig               | 6–3, 5–7, 6–0    |
| 27 de julho | Baku Cup Baku, Azerbaijão WTA International US$ 250.000 – duro – 32S•20Q•14D                        | Margarita Gasparyan · Alexandra Panova | Vitalia Diatchenko Olga Savchuk  | 6–3, 7–5         |
| 27 de julho | Brasil Tennis Cup Florianópolis, Brasil WTA International US$ 250.000 – saibro – 32S•14Q•16D        | Teliana Pereira                        | Annika Beck                      | 6–4, 4–6, 6–1    |
| 27 de julho | Brasil Tennis Cup Florianópolis, Brasil WTA International US$ 250.000 – saibro – 32S•14Q•16D        | Annika Beck · Laura Siegemund          | María Irigoyen Paula Kania       | 6–3, 7–61        |

#### Agosto
| Semana de                  | Torneio                                                                                             | Campeã(s)(o/ões)                     | Vice-campeã(s)(o/ões)                          | Resultado            |
| -------------------------- | --------------------------------------------------------------------------------------------------- | ------------------------------------ | ---------------------------------------------- | -------------------- |
| 3 agosto                   | Bank of the West Classic Stanford, Estados Unidos WTA Premier US$ 731.000 – duro – 28S•16Q•16D      | Angelique Kerber                     | Karolína Plíšková                              | 6–3, 5–7, 6–4        |
| 3 agosto                   | Bank of the West Classic Stanford, Estados Unidos WTA Premier US$ 731.000 – duro – 28S•16Q•16D      | Xu Yifan Zheng Saisai                | Anabel Medina Garrigues Arantxa Parra Santonja | 6–1, 6–3             |
| 3 agosto                   | Citi Open Washington, Estados Unidos WTA International US$ 250.000 – duro – 32S•16Q•16D             | Sloane Stephens                      | Anastasia Pavlyuchenkova                       | 6–1, 6–2             |
| 3 agosto                   | Citi Open Washington, Estados Unidos WTA International US$ 250.000 – duro – 32S•16Q•16D             | Belinda Bencic Kristina Mladenovic   | Lara Arruabarrena Andreja Klepač               | 7–5, 7–67            |
| 10 de agosto               | Rogers Cup Toronto, Canadá WTA Premier 5 US$ 2.513.000 – duro – 56S•48Q•28D                         | Belinda Bencic                       | Simona Halep                                   | 7–65, 46–7, 3–0, ab. |
| 10 de agosto               | Rogers Cup Toronto, Canadá WTA Premier 5 US$ 2.513.000 – duro – 56S•48Q•28D                         | Bethanie Mattek-Sands Lucie Šafářová | Caroline Garcia Katarina Srebotnik             | 6–1, 6–2             |
| 17 de agosto               | Western & Southern Open Cincinnati, Estados Unidos WTA Premier 5 US$ 2.513.000 – duro – 56S•48Q•28D | Serena Williams                      | Simona Halep                                   | 6–3, 7–65            |
| 17 de agosto               | Western & Southern Open Cincinnati, Estados Unidos WTA Premier 5 US$ 2.513.000 – duro – 56S•48Q•28D | Chan Hao-ching Chan Yung-jan         | Casey Dellacqua Yaroslava Shvedova             | 6–4, 7–5             |
| 24 de agosto               | Connecticut Open New Haven, Estados Unidos WTA Premier US$ 731.000 – duro – 30S•48Q•16D             | Petra Kvitová                        | Lucie Šafářová                                 | 66–7, 6–2, 6–2       |
| 24 de agosto               | Connecticut Open New Haven, Estados Unidos WTA Premier US$ 731.000 – duro – 30S•48Q•16D             | Julia Görges Lucie Hradecká          | Chuang Chia-jung Liang Chen                    | 6–3, 6–1             |
| 31 de agosto 7 de setembro | US Open Nova York, Estados Unidos Grand Slam US$ 20.555.200 – duro – 128S•128Q•64D•32DM             | Flavia Pennetta                      | Roberta Vinci                                  | 7–64, 6–2            |
| 31 de agosto 7 de setembro | US Open Nova York, Estados Unidos Grand Slam US$ 20.555.200 – duro – 128S•128Q•64D•32DM             | Martina Hingis Sania Mirza           | Casey Dellacqua Yaroslava Shvedova             | 6–3, 6–3             |
| 31 de agosto 7 de setembro | US Open Nova York, Estados Unidos Grand Slam US$ 20.555.200 – duro – 128S•128Q•64D•32DM             | Martina Hingis Leander Paes          | Bethanie Mattek-Sands Sam Querrey              | 6–4, 3–6, [10–7]     |

#### Setembro
| Semana de      | Torneio                                                                                               | Campeã(s)                              | Vice-campeã(s)                      | Resultado         |
| -------------- | --- | -------------------------------------- | ----------------------------------- | ----------------- |
| 14 de setembro | Coupe Banque Nationale Quebec, Canadá WTA International US$ 250.000 – carpete (coberto) – 32S•24Q•16D | Annika Beck                            | Jeļena Ostapenko                    | 6–2, 6–2          |
| 14 de setembro | Coupe Banque Nationale Quebec, Canadá WTA International US$ 250.000 – carpete (coberto) – 32S•24Q•16D | Barbora Krejčíková · An-Sophie Mestach | María Irigoyen Paula Kania          | 4–6, 6–3, [12–10] |
| 14 de setembro | Japan Women's Open Tennis Tóquio, Japão WTA International US$ 250.000 – duro – 32S•32Q•16D            | Yanina Wickmayer                       | Magda Linette                       | 4–6, 6–3, 6–3     |
| 14 de setembro | Japan Women's Open Tennis Tóquio, Japão WTA International US$ 250.000 – duro – 32S•32Q•16D            | Chan Hao-ching Chan Yung-jan           | Misaki Doi Kurumi Nara              | 6–1, 6–2          |
| 21 de setembro | Toray Pan Pacific Open Tóquio, Japão WTA Premier US$ 1.000.000 – duro – 28S•32Q•16D                   | Agnieszka Radwańska                    | Belinda Bencic                      | 6–2, 6–2          |
| 21 de setembro | Toray Pan Pacific Open Tóquio, Japão WTA Premier US$ 1.000.000 – duro – 28S•32Q•16D                   | Garbiñe Muguruza Carla Suárez Navarro  | Chan Hao-ching Chan Yung-jan        | 7–5, 6–1          |
| 21 de setembro | Guangzhou International Women's Open Cantão, China WTA International US$ 250.000 – duro – 32S•24Q•15D | Jelena Janković                        | Denisa Allertová                    | 6–2, 6–0          |
| 21 de setembro | Guangzhou International Women's Open Cantão, China WTA International US$ 250.000 – duro – 32S•24Q•15D | Martina Hingis Sania Mirza             | Xu Shilin You Xiaodi                | 6–3, 6–1          |
| 21 de setembro | Korea Open Tennis Seul, Coreia do Sul WTA International US$ 500.000 – duro – 32S•32Q•16D              | Irina-Camelia Begu                     | Aliaksandra Sasnovich               | 6–3, 6–1          |
| 21 de setembro | Korea Open Tennis Seul, Coreia do Sul WTA International US$ 500.000 – duro – 32S•32Q•16D              | Lara Arruabarrena · Andreja Klepač     | Kiki Bertens Johanna Larsson        | 2–6, 6–3, [10–6]  |
| 28 de setembro | Dongfeng Motor Wuhan Open Wuhan, China WTA Premier 5 US$ 2.513.000 – duro – 56S•32Q•28D               | Venus Williams                         | Garbiñe Muguruza                    | 6–3, 3–0, ab.     |
| 28 de setembro | Dongfeng Motor Wuhan Open Wuhan, China WTA Premier 5 US$ 2.513.000 – duro – 56S•32Q•28D               | Martina Hingis · Sania Mirza           | Irina-Camelia Begu Monica Niculescu | 6–2, 6–3          |
| 28 de setembro | Tashkent Open Tashkent, Uzbequistão WTA International US$ 250.000 – duro – 32S•16Q•16D                | Nao Hibino                             | Donna Vekić                         | 6–2, 6–2          |
| 28 de setembro | Tashkent Open Tashkent, Uzbequistão WTA International US$ 250.000 – duro – 32S•16Q•16D                | Margarita Gasparyan Alexandra Panova   | Vera Dushevina Kateřina Siniaková   | 6–1, 3–6, [10–3]  |

#### Outubro
| Semana de     | Torneio | Campeã(s)                        | Vice-campeã(s)                                 | Resultado         |
| ------------- | --- | -------------------------------- | ---------------------------------------------- | ----------------- |
| 5 de outubro  | China Open Pequim, China WTA Premier Mandatory US$ 5.678.653 – duro – 60S•32Q•28D                                   | Garbiñe Muguruza                 | Timea Bacsinszky                               | 7–5, 6–4          |
| 5 de outubro  | China Open Pequim, China WTA Premier Mandatory US$ 5.678.653 – duro – 60S•32Q•28D                                   | Martina Hingis Sania Mirza       | Chan Hao-ching Chan Yung-jan                   | 96–7, 6–1, [10–8] |
| 12 de outubro | Prudential Hong Kong Tennis Open · Hong Kong · WTA International · US$ 250.000 – duro – 32S•24Q•16D                 | Jelena Janković                  | Angelique Kerber                               | 3–6, 7–64, 6–1    |
| 12 de outubro | Prudential Hong Kong Tennis Open · Hong Kong · WTA International · US$ 250.000 – duro – 32S•24Q•16D                 | Alizé Cornet Yaroslava Shvedova  | Lara Arruabarrena Andreja Klepač               | 7–5, 6–4          |
| 12 de outubro | Generali Ladies Linz Linz, Áustria WTA International US$ 250.000 – duro (coberto) – 32S•32Q•16D                     | Anastasia Pavlyuchenkova         | Anna-Lena Friedsam                             | 6–4, 6–3          |
| 12 de outubro | Generali Ladies Linz Linz, Áustria WTA International US$ 250.000 – duro (coberto) – 32S•32Q•16D                     | Raquel Kops-Jones Abigail Spears | Andrea Hlaváčková Lucie Hradecká               | 6–3, 7–5          |
| 12 de outubro | Tianjin Open Tianjin, China WTA International US$ 500.000 – duro – 32S•32Q•16D                                      | Agnieszka Radwańska              | Danka Kovinić                                  | 6–1, 6–2          |
| 12 de outubro | Tianjin Open Tianjin, China WTA International US$ 500.000 – duro – 32S•32Q•16D                                      | Xu Yifan Zheng Saisai            | Darija Jurak Nicole Melichar                   | 6–2, 3–6, [10–8]  |
| 19 de outubro | Kremlin Cup Moscou, Rússia WTA Premier US$ 731.000 – duro (coberto) – 28S•32Q•16D                                   | Svetlana Kuznetsova              | Anastasia Pavlyuchenkova                       | 6–2, 6–1          |
| 19 de outubro | Kremlin Cup Moscou, Rússia WTA Premier US$ 731.000 – duro (coberto) – 28S•32Q•16D                                   | Daria Kasatkina · Elena Vesnina  | Irina-Camelia Begu Monica Niculescu            | 6–3, 76–7, [10–5] |
| 19 de outubro | BGL BNP Paribas Luxembourg Open Luxemburgo, Luxemburgo WTA International US$ 250.000 – duro (coberto) – 32S•32Q•16D | Misaki Doi                       | Mona Barthel                                   | 6–4, 76–7, 6–0    |
| 19 de outubro | BGL BNP Paribas Luxembourg Open Luxemburgo, Luxemburgo WTA International US$ 250.000 – duro (coberto) – 32S•32Q•16D | Mona Barthel Laura Siegmund      | Anabel Medina Garrigues Arantxa Parra Santonja | 6–2, 7–62         |
| 26 de outubro | BNP Paribas WTA Finals Singapore · Singapura · Torneio de fim de temporada · US$ 7.000.000 – duro (coberto) – 8S•8D | Agnieszka Radwańska              | Petra Kvitová                                  | 6–2, 4–6, 6–3     |
| 26 de outubro | BNP Paribas WTA Finals Singapore · Singapura · Torneio de fim de temporada · US$ 7.000.000 – duro (coberto) – 8S•8D | Martina Hingis · Sania Mirza     | Garbiñe Muguruza Carla Suárez Navarro          | 6–0, 6–3          |

#### Novembro
| Semana de     | Torneio | Campeã(s)                                                                               | Vice-campeã(s)                                                                           | Resultado |
| ------------- | --- | --------------------------------------------------------------------------------------- | ---------------------------------------------------------------------------------------- | --------- |
| 2 de novembro | Huajin Securities WTA Elite Trophy Zhuhai, China Competição de fim de temporada – suplementar US$ 2.140.000 – duro – 12S•6D | Venus Williams                                                                          | Karolína Plíšková                                                                        | 7–5, 7–66 |
| 2 de novembro | Huajin Securities WTA Elite Trophy Zhuhai, China Competição de fim de temporada – suplementar US$ 2.140.000 – duro – 12S•6D | Liang Chen Wang Yafan                                                                   | Anabel Medina Garrigues Arantxa Parra Santonja                                           | 6–4, 6–3  |
| 9 de novembro | Fed Cup: final Praga, República Tcheca – duro (coberto) Competição de longa duração entre países – 8E                       | República Checa · Petra Kvitová · Karolína Plíšková · Lucie Šafářová · Barbora Strýcová | Rússia · Ekaterina Makarova · Anastasia Pavlyuchenkova · Maria Sharapova · Elena Vesnina | 3–2       |

## Estatísticas
Esta seção apresenta os títulos conquistados em simples, duplas, duplas mistas e por equipes em diversas configurações: classificação por jogador e país – sem caráter oficial; e levantamento de debutantes e defensores dos troféus, baseados nas informações apresentadas na seção Mês a mês. Eventualmente, pode dispor de seções extras com outras variáveis.
Nas duas tabelas introdutórias, jogadores e países são classificados com base nas categorias de torneios disponíveis na temporada (que podem não aparecer em determinado ano ou trocarem de nome), de acordo com o apresentado no início do artigo, na infocaixa à direita.
Os critérios de desempate nessas tabelas são:
1. Total de títulos;
  1. Na subseção País, se uma dupla de tenistas que compartilha a conterraneidade vencer um torneio, sua nação computará apenas 1 ponto.
2. Total de títulos por categoria;
  1. A categoria à esquerda sempre vale mais que qualquer uma à direita, com os eventos do Grand Slam encabeçando a lista;
  2. A coluna Outros está situada à direita de todas, inclusive do somatório Simples/Duplas/Duplas Mistas, por sua natureza específica, mas obviamente seus números são somados à coluna Total;
  3. Outros geralmente inclui os torneios por equipes que ocorrem durante a temporada;
  4. Para a contabilização dos torneios por equipes, são considerados(as) apenas os(as) jogadores(as) que forem convocados(as) para:
    1. Torneio de longa duração: jogo final – se for isolado dos outros – ou fase final – se ela ocorrer em um curto período com várias equipes na mesma sede;
    2. Torneio de curta duração.
3. Modalidade;
  1. Simples (S) > Duplas (D) > Duplas mistas (DM);
4. Ordem alfabética pelo sobrenome do(a) tenista em Títulos por jogadora, ou nome do país em Títulos por país.

### Títulos por jogadora
| 13 | Martina Hingis            |   | 2 | 3 |   | 1 |   | 3 |   | 1 |   | 2 |   | 1 | 0 | 10 | 3 |   |
| 10 | Sania Mirza               |   | 2 |   |   | 1 |   | 3 |   | 1 |   | 2 |   | 1 | 0 | 10 | 0 |   |
| 6  | Bethanie Mattek-Sands     |   | 2 | 1 |   |   |   |   |   | 1 |   | 2 |   |   | 0 | 5  | 1 |   |
| 6  | Lucie Šafářová            |   | 2 |   |   |   |   |   |   | 1 | 1 | 1 |   |   | 1 | 4  | 0 | 1 |
| 5  | Serena Williams           | 3 |   |   |   |   | 1 |   | 1 |   |   |   |   |   | 5 | 0  | 0 |   |
| 4  | Agnieszka Radwańska       |   |   |   | 1 |   |   |   |   |   | 1 |   |   |   | 3 | 0  | 0 | 1 |
| 4  | Petra Kvitová             |   |   |   |   |   | 1 |   |   |   | 2 |   |   |   | 3 | 0  | 0 | 1 |
| 4  | Belinda Bencic            |   |   |   |   |   |   |   | 1 |   | 1 |   |   | 2 | 2 | 2  | 0 |   |
| 4  | Kristina Mladenovic       |   |   |   |   |   |   |   |   | 2 |   |   |   | 2 | 0 | 4  | 0 |   |
| 4  | Chan Hao-ching            |   |   |   |   |   |   |   |   | 1 |   |   |   | 3 | 0 | 4  | 0 |   |
| 4  | Angelique Kerber          |   |   |   |   |   |   |   |   |   | 4 |   |   |   | 4 | 0  | 0 |   |
| 3  | Venus Williams            |   |   |   | 1 |   |   |   | 1 |   |   |   | 1 |   | 3 | 0  | 0 |   |
| 3  | Liang Chen                |   |   |   |   | 1 |   |   |   |   |   |   |   | 2 | 0 | 3  | 0 |   |
| 3  | Simona Halep              |   |   |   |   |   | 1 |   | 1 |   |   |   | 1 |   | 3 | 0  | 0 |   |
| 3  | Garbiñe Muguruza          |   |   |   |   |   | 1 |   |   |   |   | 2 |   |   | 1 | 2  | 0 |   |
| 3  | Tímea Babos               |   |   |   |   |   |   |   |   | 2 |   |   |   | 1 | 0 | 3  | 0 |   |
| 3  | Chan Yung-jan             |   |   |   |   |   |   |   |   | 1 |   |   |   | 2 | 0 | 3  | 0 |   |
| 3  | Raquel Kops-Jones         |   |   |   |   |   |   |   |   |   |   | 1 |   | 2 | 0 | 3  | 0 |   |
| 3  | Abigail Spears            |   |   |   |   |   |   |   |   |   |   | 1 |   | 2 | 0 | 3  | 0 |   |
| 3  | Margarita Gasparyan       |   |   |   |   |   |   |   |   |   |   |   |   | 2 | 1 | 2  | 0 |   |
| 3  | Johanna Larsson           |   |   |   |   |   |   |   |   |   |   |   |   | 2 | 1 | 2  | 0 |   |
| 3  | Laura Siegemund           |   |   |   |   |   |   |   |   |   |   |   |   | 3 | 0 | 3  | 0 |   |
| 2  | Wang Yafan                |   |   |   |   | 1 |   |   |   |   |   |   |   | 1 | 0 | 2  | 0 |   |
| 2  | Yaroslava Shvedova        |   |   |   |   |   |   | 1 |   |   |   |   |   | 1 | 0 | 2  | 0 |   |
| 2  | Maria Sharapova           |   |   |   |   |   |   |   | 1 |   |   |   |   |   | 2 | 0  | 0 |   |
| 2  | Carla Suárez Navarro      |   |   |   |   |   |   |   |   |   |   | 2 |   |   | 0 | 2  | 0 |   |
| 2  | Anabel Medina Garrigues   |   |   |   |   |   |   |   |   |   |   | 1 |   | 1 | 0 | 2  | 0 |   |
| 2  | Xu Yifan                  |   |   |   |   |   |   |   |   |   |   | 1 |   | 1 | 0 | 2  | 0 |   |
| 2  | Zheng Saisai              |   |   |   |   |   |   |   |   |   |   | 1 |   | 1 | 0 | 2  | 0 |   |
| 2  | Timea Bacsinszky          |   |   |   |   |   |   |   |   |   |   |   | 2 |   | 2 | 0  | 0 |   |
| 2  | Jelena Janković           |   |   |   |   |   |   |   |   |   |   |   | 2 |   | 2 | 0  | 0 |   |
| 2  | Teliana Pereira           |   |   |   |   |   |   |   |   |   |   |   | 2 |   | 2 | 0  | 0 |   |
| 2  | Anna Karolína Schmiedlová |   |   |   |   |   |   |   |   |   |   |   | 2 |   | 2 | 0  | 0 |   |
| 2  | Samantha Stosur           |   |   |   |   |   |   |   |   |   |   |   | 2 |   | 2 | 0  | 0 |   |
| 2  | Annika Beck               |   |   |   |   |   |   |   |   |   |   |   | 1 | 1 | 1 | 1  | 0 |   |
| 2  | Sara Errani               |   |   |   |   |   |   |   |   |   |   |   | 1 | 1 | 1 | 1  | 0 |   |
| 2  | Elina Svitolina           |   |   |   |   |   |   |   |   |   |   |   | 1 | 1 | 1 | 1  | 0 |   |
| 2  | Lara Arruabarrena         |   |   |   |   |   |   |   |   |   |   |   |   | 2 | 0 | 2  | 0 |   |
| 2  | Kiki Bertens              |   |   |   |   |   |   |   |   |   |   |   |   | 2 | 0 | 2  | 0 |   |
| 2  | Ysaline Bonaventure       |   |   |   |   |   |   |   |   |   |   |   |   | 2 | 0 | 2  | 0 |   |
| 2  | Alexandra Panova          |   |   |   |   |   |   |   |   |   |   |   |   | 2 | 0 | 2  | 0 |   |
| 2  | Demi Schuurs              |   |   |   |   |   |   |   |   |   |   |   |   | 2 | 0 | 2  | 0 |   |
| 2  | Karolína Plíšková         |   |   |   |   |   |   |   |   |   |   |   | 1 |   | 1 | 0  | 0 | 1 |
| 1  | Flavia Pennetta           | 1 |   |   |   |   |   |   |   |   |   |   |   |   | 1 | 0  | 0 |   |
| 1  | Casey Dellacqua           |   |   |   |   |   |   | 1 |   |   |   |   |   |   | 0 | 1  | 0 |   |
| 1  | Svetlana Kuznetsova       |   |   |   |   |   |   |   |   |   | 1 |   |   |   | 1 | 0  | 0 |   |
| 1  | Andrea Petkovic           |   |   |   |   |   |   |   |   |   | 1 |   |   |   | 1 | 0  | 0 |   |
| 1  | Caroline Garcia           |   |   |   |   |   |   |   |   |   |   | 1 |   |   | 0 | 1  | 0 |   |
| 1  | Julia Görges              |   |   |   |   |   |   |   |   |   |   | 1 |   |   | 0 | 1  | 0 |   |
| 1  | Lucie Hradecká            |   |   |   |   |   |   |   |   |   |   | 1 |   |   | 0 | 1  | 0 |   |
| 1  | Daria Kasatkina           |   |   |   |   |   |   |   |   |   |   | 1 |   |   | 0 | 1  | 0 |   |
| 1  | Sabine Lisicki            |   |   |   |   |   |   |   |   |   |   | 1 |   |   | 0 | 1  | 0 |   |
| 1  | Arantxa Parra Santonja    |   |   |   |   |   |   |   |   |   |   | 1 |   |   | 0 | 1  | 0 |   |
| 1  | Katarina Srebotnik        |   |   |   |   |   |   |   |   |   |   | 1 |   |   | 0 | 1  | 0 |   |
| 1  | Elena Vesnina             |   |   |   |   |   |   |   |   |   |   | 1 |   |   | 0 | 1  | 0 |   |
| 1  | Irina-Camelia Begu        |   |   |   |   |   |   |   |   |   |   |   | 1 |   | 1 | 0  | 0 |   |
| 1  | Misaki Doi                |   |   |   |   |   |   |   |   |   |   |   | 1 |   | 1 | 0  | 0 |   |
| 1  | Camila Giorgi             |   |   |   |   |   |   |   |   |   |   |   | 1 |   | 1 | 0  | 0 |   |
| 1  | Daniela Hantuchová        |   |   |   |   |   |   |   |   |   |   |   | 1 |   | 1 | 0  | 0 |   |
| 1  | Nao Hibino                |   |   |   |   |   |   |   |   |   |   |   | 1 |   | 1 | 0  | 0 |   |
| 1  | Karin Knapp               |   |   |   |   |   |   |   |   |   |   |   | 1 |   | 1 | 0  | 0 |   |
| 1  | Ana Konjuh                |   |   |   |   |   |   |   |   |   |   |   | 1 |   | 1 | 0  | 0 |   |
| 1  | Anastasia Pavlyuchenkova  |   |   |   |   |   |   |   |   |   |   |   | 1 |   | 1 | 0  | 0 |   |
| 1  | Sloane Stephens           |   |   |   |   |   |   |   |   |   |   |   | 1 |   | 1 | 0  | 0 |   |
| 1  | Lesia Tsurenko            |   |   |   |   |   |   |   |   |   |   |   | 1 |   | 1 | 0  | 0 |   |
| 1  | Heather Watson            |   |   |   |   |   |   |   |   |   |   |   | 1 |   | 1 | 0  | 0 |   |
| 1  | Yanina Wickmayer          |   |   |   |   |   |   |   |   |   |   |   | 1 |   | 1 | 0  | 0 |   |
| 1  | Caroline Wozniacki        |   |   |   |   |   |   |   |   |   |   |   | 1 |   | 1 | 0  | 0 |   |
| 1  | Mona Barthel              |   |   |   |   |   |   |   |   |   |   |   |   | 1 | 0 | 1  | 0 |   |
| 1  | Chuang Chia-jung          |   |   |   |   |   |   |   |   |   |   |   |   | 1 | 0 | 1  | 0 |   |
| 1  | Alizé Cornet              |   |   |   |   |   |   |   |   |   |   |   |   | 1 | 0 | 1  | 0 |   |
| 1  | Gabriela Dabrowski        |   |   |   |   |   |   |   |   |   |   |   |   | 1 | 0 | 1  | 0 |   |
| 1  | Daria Gavrilova           |   |   |   |   |   |   |   |   |   |   |   |   | 1 | 0 | 1  | 0 |   |
| 1  | Paula Cristina Gonçalves  |   |   |   |   |   |   |   |   |   |   |   |   | 1 | 0 | 1  | 0 |   |
| 1  | Beatriz Haddad Maia       |   |   |   |   |   |   |   |   |   |   |   |   | 1 | 0 | 1  | 0 |   |
| 1  | Oksana Kalashnikova       |   |   |   |   |   |   |   |   |   |   |   |   | 1 | 0 | 1  | 0 |   |
| 1  | Lyudmyla Kichenok         |   |   |   |   |   |   |   |   |   |   |   |   | 1 | 0 | 1  | 0 |   |
| 1  | Nadiia Kichenok           |   |   |   |   |   |   |   |   |   |   |   |   | 1 | 0 | 1  | 0 |   |
| 1  | Andreja Klepač            |   |   |   |   |   |   |   |   |   |   |   |   | 1 | 0 | 1  | 0 |   |
| 1  | Danka Kovinić             |   |   |   |   |   |   |   |   |   |   |   |   | 1 | 0 | 1  | 0 |   |
| 1  | Barbora Krejčíková        |   |   |   |   |   |   |   |   |   |   |   |   | 1 | 0 | 1  | 0 |   |
| 1  | An-Sophie Mestach         |   |   |   |   |   |   |   |   |   |   |   |   | 1 | 0 | 1  | 0 |   |
| 1  | Asia Muhammad             |   |   |   |   |   |   |   |   |   |   |   |   | 1 | 0 | 1  | 0 |   |
| 1  | Rebecca Peterson          |   |   |   |   |   |   |   |   |   |   |   |   | 1 | 0 | 1  | 0 |   |
| 1  | Alicja Rosolska           |   |   |   |   |   |   |   |   |   |   |   |   | 1 | 0 | 1  | 0 |   |
| 1  | Kateřina Siniaková        |   |   |   |   |   |   |   |   |   |   |   |   | 1 | 0 | 1  | 0 |   |
| 1  | María Teresa Torró Flor   |   |   |   |   |   |   |   |   |   |   |   |   | 1 | 0 | 1  | 0 |   |
| 1  | Roberta Vinci             |   |   |   |   |   |   |   |   |   |   |   |   | 1 | 0 | 1  | 0 |   |
| 1  | Stephanie Vogt            |   |   |   |   |   |   |   |   |   |   |   |   | 1 | 0 | 1  | 0 |   |
| 1  | Barbora Strýcová          |   |   |   |   |   |   |   |   |   |   |   |   |   | 0 | 0  | 0 | 1 |

### Títulos por país
| 19 | Estados Unidos  | 3 | 2 | 1 | 1 |   | 1 |   | 2 | 1 |   | 3 | 2 | 3 | 9 | 9  | 1 |   |
| 19 | Suíça           |   | 2 | 3 |   | 1 |   | 3 | 1 | 1 | 1 | 2 | 2 | 3 | 4 | 12 | 3 |   |
| 13 | República Checa |   | 2 |   |   |   | 1 |   |   | 1 | 3 | 2 | 1 | 2 | 5 | 7  | 0 | 1 |
| 11 | Alemanha        |   |   |   |   |   |   |   |   |   | 5 | 2 | 1 | 3 | 6 | 5  | 0 |   |
| 10 | Índia           |   | 2 |   |   | 1 |   | 3 |   | 1 |   | 2 |   | 1 | 0 | 10 | 0 |   |
| 9  | Rússia          |   |   |   |   |   |   |   | 1 |   | 2 | 1 | 2 | 3 | 5 | 4  | 0 |   |
| 7  | Espanha         |   |   |   |   |   | 1 |   |   |   |   | 3 |   | 3 | 1 | 6  | 0 |   |
| 6  | França          |   |   |   |   |   |   |   |   | 2 |   | 1 |   | 3 | 0 | 6  | 0 |   |
| 5  | China           |   |   |   |   | 1 |   |   |   |   |   | 1 |   | 3 | 0 | 5  | 0 |   |
| 5  | Polónia         |   |   |   | 1 |   |   |   |   |   | 1 |   | 1 | 1 | 3 | 1  | 0 | 1 |
| 5  | Itália          | 1 |   |   |   |   |   |   |   |   |   |   | 3 | 1 | 4 | 1  | 0 |   |
| 5  | Taipé Chinesa   |   |   |   |   |   |   |   |   | 1 |   |   |   | 4 | 0 | 5  | 0 |   |
| 4  | Roménia         |   |   |   |   |   | 1 |   | 1 |   |   |   | 2 |   | 4 | 0  | 0 |   |
| 4  | Ucrânia         |   |   |   |   |   |   |   |   |   |   |   | 2 | 2 | 2 | 2  | 0 |   |
| 4  | Bélgica         |   |   |   |   |   |   |   |   |   |   |   | 1 | 3 | 1 | 3  | 0 |   |
| 4  | Suécia          |   |   |   |   |   |   |   |   |   |   |   | 1 | 3 | 1 | 3  | 0 |   |
| 4  | Países Baixos   |   |   |   |   |   |   |   |   |   |   |   |   | 4 | 0 | 4  | 0 |   |
| 3  | Austrália       |   |   |   |   |   |   | 1 |   |   |   |   | 2 |   | 2 | 1  | 0 |   |
| 3  | Hungria         |   |   |   |   |   |   |   |   | 2 |   |   |   | 1 | 0 | 3  | 0 |   |
| 3  | Eslováquia      |   |   |   |   |   |   |   |   |   |   |   | 3 |   | 3 | 0  | 0 |   |
| 3  | Brasil          |   |   |   |   |   |   |   |   |   |   |   | 2 | 1 | 2 | 1  | 0 |   |
| 2  | Cazaquistão     |   |   |   |   |   |   | 1 |   |   |   |   |   | 1 | 0 | 2  | 0 |   |
| 2  | Eslovénia       |   |   |   |   |   |   |   |   |   |   | 1 |   | 1 | 0 | 2  | 0 |   |
| 2  | Japão           |   |   |   |   |   |   |   |   |   |   |   | 2 |   | 2 | 0  | 0 |   |
| 2  | Sérvia          |   |   |   |   |   |   |   |   |   |   |   | 2 |   | 2 | 0  | 0 |   |
| 1  | Croácia         |   |   |   |   |   |   |   |   |   |   |   | 1 |   | 1 | 0  | 0 |   |
| 1  | Dinamarca       |   |   |   |   |   |   |   |   |   |   |   | 1 |   | 1 | 0  | 0 |   |
| 1  | Grã-Bretanha    |   |   |   |   |   |   |   |   |   |   |   | 1 |   | 1 | 0  | 0 |   |
| 1  | Canadá          |   |   |   |   |   |   |   |   |   |   |   |   | 1 | 0 | 1  | 0 |   |
| 1  | Geórgia         |   |   |   |   |   |   |   |   |   |   |   |   | 1 | 0 | 1  | 0 |   |
| 1  | Liechtenstein   |   |   |   |   |   |   |   |   |   |   |   |   | 1 | 0 | 1  | 0 |   |
| 1  | Montenegro      |   |   |   |   |   |   |   |   |   |   |   |   | 1 | 0 | 1  | 0 |   |

### Informações sobre os títulos

#### Debutantes
Jogadoras e/ou equipes que foram campeãs pela primeira vez nas respectivas modalidades:
Simples
- Belinda Bencic – Eastbourne
- Misaki Doi – Luxemburgo
- Margarita Gasparyan – Baku
- Camila Giorgi – 's-Hertogenbosch
- Nao Hibino – Tashkent
- Ana Konjuh – Nottingham
- Johanna Larsson – Båstad
- Teliana Pereira – Bogotá
- Anna Karolína Schmiedlová – Katowice
- Sloane Stephens – Washington
- Lesia Tsurenko – Istambul

Duplas
- Annika Beck – Florianópolis
- Belinda Bencic – Praga
- Kiki Bertens – Hobart
- Ysaline Bonaventure – Rio de Janeiro
- Paula Cristina Gonçalves – Bogotá
- Margarita Gasparyan – Baku
- Daria Gavrilova – Istambul
- Beatriz Haddad Maia – Bogotá
- Daria Kasatkina – Moscou
- Lyudmyla Kichenok – Shenzhen
- Nadiia Kichenok – Shenzhen
- Danka Kovinić – Bad Gastein
- Barbora Krejčíková – Quebec
- An-Sophie Mestach – Quebec
- Asia Muhammad – 's-Hertogenbosch
- Rebecca Peterson – Rio de Janeiro
- Demi Schuurs – Katowice
- Laura Siegemund – 's-Hertogenbosch
- Wang Yafan – Kuala Lumpur

Equipes
- Polónia – Copa Hopman

#### Defensoras
Jogadoras e/ou equipes que foram campeãs na edição anterior e repetiram o feito na atual temporada nos respectivos torneios e modalidades:
Simples
- Petra Kvitová – New Haven
- Serena Williams – Miami, Cincinnati

Duplas
- Lara Arruabarrena – Seul
- Martina Hingis – Miami, Wuhan
- Sania Mirza – WTA Finals
- Alexandra Panova – Baku
- Elina Svitolina – Istambul

Equipes
- República Checa – Fed Cup

### Prêmios em dinheiro
Em 16 de novembro de 2015.
| #  | Jogadora            | Simples        | Duplas      | Mistas    | Bônus       | Total          |
| -- | ------------------- | -------------- | ----------- | --------- | ----------- | -------------- |
| 1  | Serena Williams     | US$ 10.582.642 | US$ 0       | US$ 0     | US$ 0       | US$ 10.582.642 |
| 2  | Simona Halep        | US$ 3.890.231  | US$ 22.896  | US$ 5.000 | US$ 650.000 | US$ 4.568.127  |
| 3  | Garbiñe Muguruza    | US$ 4.168.418  | US$ 329.890 | US$ 0     | US$ 0       | US$ 4.498.308  |
| 4  | Agnieszka Radwańska | US$ 4.062.293  | US$ 0       | US$ 0     | US$ 350.000 | US$ 4.412.293  |
| 5  | Flavia Pennetta     | US$ 4.174.427  | US$ 231.578 | US$ 0     | US$ 0       | US$ 4.406.005  |
| 6  | Maria Sharapova     | US$ 3.949.284  | US$ 0       | US$ 0     | US$ 0       | US$ 3.949.284  |
| 7  | Petra Kvitová       | US$ 3.038.722  | US$ 0       | US$ 0     | US$ 250.000 | US$ 3.288.722  |
| 8  | Lucie Šafářová      | US$ 2.195.988  | US$ 750.273 | US$ 0     | US$ 0       | US$ 3.288.722  |
| 9  | Venus Williams      | US$ 2.336.419  | US$ 0       | US$ 0     | US$ 68.000  | US$ 2.404.419  |
| 10 | Roberta Vinci       | US$ 2.220.284  | US$ 89.537  | US$ 0     | US$ 0       | US$ 2.309.821  |

### Aspectos de jogo
Ao final da temporada. Apenas jogos de simples em chaves principais.
A WTA adicionou novos itens a partir deste ano: duplas faltas, aproveitamento de segundo serviço e pontos de serviço conquistados. Já pontos de devolução no 1º serviço conquistados e pontos de devolução no 2º serviço conquistados foram substituídos por pontos de devolução conquistados.
| Aces | Aces                | Aces | Aces  |
| #    | Jogadora            | Aces | Jogos |
| ---- | ------------------- | ---- | ----- |
| 1    | Karolína Plíšková   | 517  | 75    |
| 2    | Serena Williams     | 498  | 53    |
| 3    | Madison Keys        | 328  | 49    |
| 4    | Samantha Stosur     | 282  | 55    |
| 5    | Kristina Mladenovic | 270  | 59    |
| 6    | Lucie Šafářová      | 267  | 52    |
| 7    | Sabine Lisicki      | 262  | 41    |
| 8    | Coco Vandeweghe     | 260  | 41    |
| 9    | Venus Williams      | 235  | 52    |
| 10   | Garbiñe Muguruza    | 234  | 58    |

| Duplas faltas | Duplas faltas             | Duplas faltas | Duplas faltas |
| #             | Jogadora                  | DFs           | Jogos         |
| ------------- | ------------------------- | ------------- | ------------- |
| 1             | Camila Giorgi             | 458           | 46            |
| 2             | Alizé Cornet              | 302           | 49            |
| 3             | Mirjana Lučić-Baroni      | 274           | 42            |
| 4             | Anastasia Pavlyuchenkova  | 260           | 55            |
| 5             | Jelena Janković           | 256           | 64            |
| 6             | Ana Ivanović              | 235           | 47            |
| 7             | Karolína Plíšková         | 234           | 75            |
| 8             | Anna Karolína Schmiedlová | 233           | 58            |
| 9             | Kristina Mladenovic       | 233           | 59            |
| 10            | Maria Sharapova           | 232           | 44            |

| Aproveitamento de primeiro serviço | Aproveitamento de primeiro serviço | Aproveitamento de primeiro serviço | Aproveitamento de primeiro serviço |
| #                                  | Jogadora                           | %                                  | Jogos                              |
| ---------------------------------- | ---------------------------------- | ---------------------------------- | ---------------------------------- |
| 1                                  | Sara Errani                        | 82,8                               | 72                                 |
| 2                                  | Annika Beck                        | 73,6                               | 40                                 |
| 3                                  | Teliana Pereira                    | 73,2                               | 25                                 |
| 4                                  | Kurumi Nara                        | 71,5                               | 41                                 |
| 5                                  | Alexandra Dulgheru                 | 69,7                               | 27                                 |
| 6                                  | Zarina Diyas                       | 69,2                               | 46                                 |
| 7                                  | Monica Niculescu                   | 68,8                               | 41                                 |
| 8                                  | Lara Arruabarrena                  | 68,6                               | 32                                 |
| 9                                  | Angelique Kerber                   | 68,4                               | 72                                 |
| 10                                 | Caroline Wozniacki                 | 68,2                               | 62                                 |

| Aproveitamento de segundo serviço | Aproveitamento de segundo serviço | Aproveitamento de segundo serviço | Aproveitamento de segundo serviço |
| #                                 | Jogadora                          | %                                 | Jogos                             |
| --------------------------------- | --------------------------------- | --------------------------------- | --------------------------------- |
| 1                                 | Klára Koukalová                   | 47,1                              | 35                                |
| 2                                 | Francesca Schiavone               | 46,8                              | 26                                |
| 3                                 | Danka Kovinić                     | 46,7                              | 28                                |
| 4                                 | Lucie Hradecká                    | 46,6                              | 34                                |
| 5                                 | Coco Vandeweghe                   | 46,0                              | 41                                |
| 6                                 | Tatjana Maria                     | 45,2                              | 26                                |
| 7                                 | Mirjana Lučić-Baroni              | 44,3                              | 42                                |
| 8                                 | Camila Giorgi                     | 44,2                              | 46                                |
| 9                                 | Flavia Pennetta                   | 43,8                              | 46                                |
| 10                                | Aleksandra Krunić                 | 43,5                              | 31                                |

| Pontos de primeiro serviço conquistados | Pontos de primeiro serviço conquistados | Pontos de primeiro serviço conquistados | Pontos de primeiro serviço conquistados |
| #                                       | Jogadora                                | %                                       | Jogos                                   |
| --------------------------------------- | --------------------------------------- | --------------------------------------- | --------------------------------------- |
| 1                                       | Serena Williams                         | 75,9                                    | 53                                      |
| 2                                       | Lucie Hradecká                          | 71,9                                    | 34                                      |
| 3                                       | Karolína Plíšková                       | 71,7                                    | 75                                      |
| 4                                       | Maria Sharapova                         | 71,5                                    | 44                                      |
| 5                                       | Coco Vandeweghe                         | 70,3                                    | 41                                      |
| 6                                       | Madison Keys                            | 70,3                                    | 49                                      |
| 7                                       | Lucie Šafářová                          | 70,1                                    | 52                                      |
| 8                                       | Venus Williams                          | 69,8                                    | 52                                      |
| 9                                       | Petra Kvitová                           | 69,7                                    | 51                                      |
| 10                                      | Samantha Stosur                         | 68,8                                    | 55                                      |

| Pontos de segundo serviço conquistados | Pontos de segundo serviço conquistados | Pontos de segundo serviço conquistados | Pontos de segundo serviço conquistados |
| #                                      | Jogadora                               | %                                      | Jogos                                  |
| -------------------------------------- | -------------------------------------- | -------------------------------------- | -------------------------------------- |
| 1                                      | Samantha Stosur                        | 53,1                                   | 55                                     |
| 2                                      | Ekaterina Makarova                     | 51,4                                   | 41                                     |
| 3                                      | Coco Vandeweghe                        | 49,7                                   | 41                                     |
| 4                                      | Johanna Larsson                        | 49,7                                   | 44                                     |
| 5                                      | Lucie Šafářová                         | 49,6                                   | 52                                     |
| 6                                      | Sloane Stephens                        | 49,6                                   | 52                                     |
| 7                                      | Maria Sharapova                        | 48,8                                   | 44                                     |
| 8                                      | Serena Williams                        | 48,8                                   | 53                                     |
| 9                                      | Madison Keys                           | 48,5                                   | 49                                     |
| 10                                     | Timea Bacsinszky                       | 48,2                                   | 51                                     |

| Pontos de serviço conquistados | Pontos de serviço conquistados | Pontos de serviço conquistados | Pontos de serviço conquistados |
| #                              | Jogadora                       | %                              | Jogos                          |
| ------------------------------ | ------------------------------ | ------------------------------ | ------------------------------ |
| 1                              | Serena Williams                | 64,4                           | 53                             |
| 2                              | Maria Sharapova                | 62,5                           | 44                             |
| 3                              | Lucie Šafářová                 | 62,4                           | 52                             |
| 4                              | Samantha Stosur                | 62,2                           | 55                             |
| 5                              | Madison Keys                   | 61,7                           | 49                             |
| 6                              | Petra Kvitová                  | 61,4                           | 51                             |
| 7                              | Karolína Plíšková              | 61,2                           | 75                             |
| 8                              | Coco Vandeweghe                | 60,8                           | 41                             |
| 9                              | Agnieszka Radwańska            | 60,6                           | 72                             |
| 10                             | Ekaterina Makarova             | 60,1                           | 41                             |

| Pontos de devolução conquistados | Pontos de devolução conquistados | Pontos de devolução conquistados | Pontos de devolução conquistados |
| #                                | Jogadora                         | %                                | Jogos                            |
| -------------------------------- | -------------------------------- | -------------------------------- | -------------------------------- |
| 1                                | Sara Errani                      | 50,8                             | 72                               |
| 2                                | Simona Halep                     | 48,4                             | 64                               |
| 3                                | Annika Beck                      | 48,0                             | 40                               |
| 4                                | Victoria Azarenka                | 47,6                             | 44                               |
| 5                                | Serena Williams                  | 47,5                             | 53                               |
| 6                                | Angelique Kerber                 | 47,4                             | 72                               |
| 7                                | Agnieszka Radwańska              | 47,2                             | 72                               |
| 8                                | Caroline Wozniacki               | 47,0                             | 62                               |
| 9                                | Teliana Pereira                  | 46,9                             | 25                               |
| 10                               | Maria Sharapova                  | 46,8                             | 44                               |

| Games de serviço conquistados | Games de serviço conquistados | Games de serviço conquistados | Games de serviço conquistados |
| #                             | Jogadora                      | %                             | Jogos                         |
| ----------------------------- | ----------------------------- | ----------------------------- | ----------------------------- |
| 1                             | Serena Williams               | 81,1                          | 53                            |
| 2                             | Maria Sharapova               | 79,9                          | 44                            |
| 3                             | Lucie Šafářová                | 77,9                          | 52                            |
| 4                             | Samantha Stosur               | 76,0                          | 55                            |
| 5                             | Karolína Plíšková             | 75,8                          | 75                            |
| 6                             | Madison Keys                  | 75,2                          | 49                            |
| 7                             | Petra Kvitová                 | 74,8                          | 51                            |
| 8                             | Agnieszka Radwańska           | 73,4                          | 72                            |
| 9                             | Ekaterina Makarova            | 73,4                          | 41                            |
| 10                            | Garbiñe Muguruza              | 73,1                          | 58                            |

| Games de devolução conquistados | Games de devolução conquistados | Games de devolução conquistados | Games de devolução conquistados |
| #                               | Jogadora                        | %                               | Jogos                           |
| ------------------------------- | ------------------------------- | ------------------------------- | ------------------------------- |
| 1                               | Sara Errani                     | 51,9                            | 72                              |
| 2                               | Simona Halep                    | 47,1                            | 64                              |
| 3                               | Victoria Azarenka               | 45,4                            | 44                              |
| 4                               | Annika Beck                     | 44,4                            | 40                              |
| 5                               | Agnieszka Radwańska             | 44,1                            | 72                              |
| 6                               | Angelique Kerber                | 43,9                            | 72                              |
| 7                               | Serena Williams                 | 43,8                            | 53                              |
| 8                               | Caroline Wozniacki              | 43,2                            | 62                              |
| 9                               | Teliana Pereira                 | 43,0                            | 25                              |
| 10                              | Lesia Tsurenko                  | 42,5                            | 37                              |

| Break points salvos | Break points salvos   | Break points salvos | Break points salvos |
| #                   | Jogadora              | %                   | Jogos               |
| ------------------- | --------------------- | ------------------- | ------------------- |
| 1                   | Karolína Plíšková     | 64,3                | 75                  |
| 2                   | Serena Williams       | 63,4                | 53                  |
| 3                   | Maria Sharapova       | 62,4                | 44                  |
| 4                   | Victoria Azarenka     | 62,1                | 44                  |
| 5                   | Madison Keys          | 61,5                | 49                  |
| 6                   | Alison Van Uytvanck   | 61,0                | 37                  |
| 7                   | Caroline Garcia       | 61,0                | 51                  |
| 8                   | Lucie Šafářová        | 60,9                | 52                  |
| 9                   | Garbiñe Muguruza      | 60,6                | 58                  |
| 10                  | Bethanie Mattek-Sands | 60,2                | 28                  |

| Break points convertidos | Break points convertidos  | Break points convertidos | Break points convertidos |
| #                        | Jogadora                  | %                        | Jogos                    |
| ------------------------ | ------------------------- | ------------------------ | ------------------------ |
| 1                        | Teliana Pereira           | 56,7                     | 25                       |
| 2                        | Annika Beck               | 53,9                     | 41                       |
| 3                        | Sara Errani               | 53,3                     | 72                       |
| 4                        | Irina Falconi             | 52,6                     | 29                       |
| 5                        | Victoria Azarenka         | 51,0                     | 44                       |
| 6                        | Lauren Davis              | 50,9                     | 34                       |
| 7                        | Tsvetana Pironkova        | 50,3                     | 39                       |
| 8                        | Heather Watson            | 50,2                     | 37                       |
| 9                        | Agnieszka Radwańska       | 49,8                     | 72                       |
| 10                       | Anna Karolína Schmiedlová | 49,8                     | 58                       |

### Vitórias
Ao final da temporada. Chaves principais em simples.
A WTA adicionou novos itens a partir deste ano: (jogos vencidos em) tiebreaks e (vitórias) contra oponentes do Top 5.
| Em todos os pisos | Em todos os pisos    | Em todos os pisos | Em todos os pisos |
| #                 | Jogadora             | Vitórias          | Derrotas          |
| ----------------- | -------------------- | ----------------- | ----------------- |
| 1                 | Serena Williams      | 53                | 3                 |
| 1                 | Angelique Kerber     | 53                | 2                 |
| 1                 | Karolína Plíšková    | 53                | 26                |
| 4                 | Agnieszka Radwańska  | 51                | 25                |
| 5                 | Simona Halep         | 49                | 17                |
| 6                 | Sara Errani          | 48                | 28                |
| 7                 | Jelena Janković      | 44                | 20                |
| 8                 | Garbiñe Muguruza     | 41                | 19                |
| 8                 | Belinda Bencic       | 41                | 20                |
| 8                 | Carla Suárez Navarro | 41                | 24                |

| No piso duro | No piso duro             | No piso duro | No piso duro |
| #            | Jogadora                 | Vitórias     | Derrotas     |
| ------------ | ------------------------ | ------------ | ------------ |
| 1            | Simona Halep             | 41           | 11           |
| 2            | Karolína Plíšková        | 40           | 20           |
| 3            | Agnieszka Radwańska      | 37           | 19           |
| 4            | Venus Williams           | 34           | 9            |
| 5            | Jelena Janković          | 31           | 14           |
| 6            | Serena Williams          | 30           | 2            |
| 7            | Anastasia Pavlyuchenkova | 29           | 14           |
| 7            | Angelique Kerber         | 29           | 18           |
| 9            | Timea Bacsinszky         | 28           | 9            |
| 10           | Garbiñe Muguruza         | 27           | 12           |

| No saibro | No saibro                 | No saibro | No saibro |
| #         | Jogadora                  | Vitórias  | Derrotas  |
| --------- | ------------------------- | --------- | --------- |
| 1         | Sara Errani               | 24        | 9         |
| 2         | Angelique Kerber          | 17        | 3         |
| 3         | Serena Williams           | 16        | 1         |
| 3         | Anna Karolína Schmiedlová | 16        | 6         |
| 5         | Samantha Stosur           | 15        | 5         |
| 6         | Elina Svitolina           | 14        | 4         |
| 7         | Teliana Pereira           | 13        | 5         |
| 8         | Maria Sharapova           | 12        | 3         |
| 8         | Carla Suárez Navarro      | 12        | 4         |
| 8         | Karin Knapp               | 12        | 4         |

| Na grama | Na grama            | Na grama | Na grama |
| #        | Jogadora            | Vitórias | Derrotas |
| -------- | ------------------- | -------- | -------- |
| 1        | Belinda Bencic      | 14       | 3        |
| 2        | Agnieszka Radwańska | 12       | 3        |
| 3        | Camila Giorgi       | 8        | 2        |
| 3        | Coco Vandeweghe     | 8        | 4        |
| 3        | Jelena Janković     | 8        | 3        |
| 3        | Kristina Mladenovic | 8        | 3        |
| 7        | Angelique Kerber    | 7        | 1        |
| 7        | Garbiñe Muguruza    | 7        | 3        |
| 7        | Monica Niculescu    | 7        | 4        |
| 7        | Serena Williams     | 7        | 0        |

| Em três sets | Em três sets              | Em três sets | Em três sets |
| #            | Jogadora                  | Vitórias     | Derrotas     |
| ------------ | ------------------------- | ------------ | ------------ |
| 1            | Carla Suárez Navarro      | 19           | 7            |
| 1            | Karolína Plíšková         | 19           | 7            |
| 1            | Sara Errani               | 19           | 12           |
| 4            | Serena Williams           | 18           | 2            |
| 5            | Timea Bacsinszky          | 16           | 4            |
| 6            | Anastasia Pavlyuchenkova  | 15           | 3            |
| 6            | Anna Karolína Schmiedlová | 15           | 6            |
| 6            | Jelena Janković           | 15           | 6            |
| 6            | Simona Halep              | 15           | 7            |
| 6            | Garbiñe Muguruza          | 15           | 9            |
| 6            | Angelique Kerber          | 15           | 12           |

| Tiebreaks | Tiebreaks            | Tiebreaks | Tiebreaks |
| #         | Jogadora             | Vencidos  | Perdidos  |
| --------- | -------------------- | --------- | --------- |
| 1         | Lucie Šafářová       | 15        | 18        |
| 2         | Sara Errani          | 14        | 7         |
| 3         | Karolína Plíšková    | 13        | 11        |
| 4         | Ajla Tomljanović     | 12        | 3         |
| 5         | Carla Suárez Navarro | 11        | 4         |
| 5         | Elina Svitolina      | 11        | 5         |
| 5         | Belinda Bencic       | 11        | 8         |
| 8         | Sloane Stephens      | 10        | 1         |
| 8         | Coco Vandeweghe      | 10        | 3         |
| 8         | Venus Williams       | 10        | 5         |

| Contra oponentes do Top 10 | Contra oponentes do Top 10 | Contra oponentes do Top 10 | Contra oponentes do Top 10 |
| #                          | Jogadora                   | Vitórias                   | Derrotas                   |
| -------------------------- | -------------------------- | -------------------------- | -------------------------- |
| 1                          | Garbiñe Muguruza           | 10                         | 5                          |
| 2                          | Carla Suárez Navarro       | 9                          | 6                          |
| 3                          | Belinda Bencic             | 8                          | 2                          |
| 3                          | Maria Sharapova            | 8                          | 3                          |
| 5                          | Venus Williams             | 7                          | 3                          |
| 6                          | Serena Williams            | 6                          | 1                          |
| 7                          | Lesia Tsurenko             | 5                          | 2                          |
| 7                          | Petra Kvitová              | 5                          | 4                          |
| 7                          | Lucie Šafářová             | 5                          | 5                          |
| 7                          | Angelique Kerber           | 5                          | 6                          |

| Contra oponentes do Top 5 | Contra oponentes do Top 5 | Contra oponentes do Top 5 | Contra oponentes do Top 5 |
| #                         | Jogadora                  | Vitórias                  | Derrotas                  |
| ------------------------- | ------------------------- | ------------------------- | ------------------------- |
| 1                         | Belinda Bencic            | 5                         | 0                         |
| 2                         | Serena Williams           | 4                         | 1                         |
| 2                         | Carla Suárez Navarro      | 4                         | 6                         |
| 2                         | Victoria Azarenka         | 4                         | 6                         |
| 5                         | Petra Kvitová             | 3                         | 1                         |
| 5                         | Angelique Kerber          | 3                         | 2                         |
| 5                         | Garbiñe Muguruza          | 3                         | 3                         |
| 5                         | Flavia Pennetta           | 3                         | 5                         |
| 5                         | Agnieszka Radwańska       | 3                         | 6                         |
| 10                        | Roberta Vinci             | 2                         | 2                         |

## Rankings
Estes são os rankings das 20 melhores jogadoras em simples e duplas. As corridas exibem a classificação ao WTA Finals, com pontos computados desde o início da temporada até o último torneio regular, com exceção de Luxemburgo, antes do principal evento de Fim de temporada. Os rankings finais contemplam toda a temporada; são os da primeira segunda-feira após o último torneio informado nesta página.

### Simples
| Corrida final de simples (26 de outubro de 2015) | Corrida final de simples (26 de outubro de 2015) | Corrida final de simples (26 de outubro de 2015) | Corrida final de simples (26 de outubro de 2015) |
| Pos.                                             | Jogadora                                         | Pontos                                           | Torneios                                         |
| ------------------------------------------------ | ------------------------------------------------ | ------------------------------------------------ | ------------------------------------------------ |
| 1ª                                               | Serena Williams                                  | 9.945                                            | 11                                               |
| 2ª                                               | Simona Halep                                     | 5.790                                            | 17                                               |
| 3ª                                               | Garbiñe Muguruza                                 | 4.511                                            | 19                                               |
| 4ª                                               | Maria Sharapova                                  | 4.322                                            | 12                                               |
| 5ª                                               | Petra Kvitová                                    | 3.491                                            | 18                                               |
| 6ª                                               | Agnieszka Radwańska                              | 3.425                                            | 23                                               |
| 7ª                                               | Angelique Kerber                                 | 3.400                                            | 24                                               |
| 8ª                                               | Flavia Pennetta                                  | 3.252                                            | 19                                               |
| 9ª                                               | Lucie Šafářová                                   | 3.221                                            | 21                                               |
| 10ª                                              | Timea Bacsinszky                                 | 3.133                                            | 16                                               |
| 11ª                                              | Venus Williams                                   | 3.091                                            | 17                                               |
| 12ª                                              | Carla Suárez Navarro                             | 3.030                                            | 23                                               |
| 13ª                                              | Karolína Plíšková                                | 2.955                                            | 24                                               |
| 14ª                                              | Belinda Bencic                                   | 2.900                                            | 24                                               |
| 15ª                                              | Roberta Vinci                                    | 2.655                                            | 24                                               |
| 16ª                                              | Caroline Wozniacki                               | 2.641                                            | 23                                               |
| 17ª                                              | Ana Ivanović                                     | 2.616                                            | 18                                               |
| 18ª                                              | Sara Errani                                      | 2.525                                            | 24                                               |
| 19ª                                              | Madison Keys                                     | 2.495                                            | 18                                               |
| 20ª                                              | Elina Svitolina                                  | 2.410                                            | 24                                               |

| Ranking final de simples (16 de novembro de 2015) | Ranking final de simples (16 de novembro de 2015) | Ranking final de simples (16 de novembro de 2015) | Ranking final de simples (16 de novembro de 2015) | Ranking final de simples (16 de novembro de 2015) | Ranking final de simples (16 de novembro de 2015) | Ranking final de simples (16 de novembro de 2015) | Ranking final de simples (16 de novembro de 2015) | Ranking final de simples (16 de novembro de 2015) |
| Pos.                                              | Jogadora                                          | Idade                                             | Pontos                                            | Torneios                                          | Pos. '14                                          | Maior                                             | Menor                                             | Variação                                          |
| ------------------------------------------------- | ------------------------------------------------- | ------------------------------------------------- | ------------------------------------------------- | ------------------------------------------------- | ------------------------------------------------- | ------------------------------------------------- | ------------------------------------------------- | ------------------------------------------------- |
| 1ª                                                | Serena Williams                                   | 34                                                | 9.945                                             | 16                                                | 1ª                                                | 1ª                                                | 1ª                                                | Estável                                           |
| 2ª                                                | Simona Halep                                      | 24                                                | 6.060                                             | 18                                                | 3ª                                                | 2ª                                                | 4ª                                                | 1                                                 |
| 3ª                                                | Garbiñe Muguruza                                  | 22                                                | 5.200                                             | 20                                                | 21ª                                               | 3ª                                                | 24ª                                               | 17                                                |
| 4ª                                                | Maria Sharapova                                   | 28                                                | 5.011                                             | 17                                                | 2ª                                                | 2ª                                                | 4ª                                                | 2                                                 |
| 5ª                                                | Agnieszka Radwańska                               | 26                                                | 4.500                                             | 24                                                | 6ª                                                | 5ª                                                | 15ª                                               | 1                                                 |
| 6ª                                                | Petra Kvitová                                     | 25                                                | 4.220                                             | 19                                                | 4ª                                                | 2ª                                                | 6ª                                                | 2                                                 |
| 7ª                                                | Venus Williams                                    | 35                                                | 3.790                                             | 18                                                | 19ª                                               | 7ª                                                | 24ª                                               | 11                                                |
| 8ª                                                | Flavia Pennetta                                   | 33                                                | 3.621                                             | 20                                                | 13ª                                               | 6ª                                                | 28ª                                               | 4                                                 |
| 9ª                                                | Lucie Šafářová                                    | 28                                                | 3.590                                             | 22                                                | 17ª                                               | 5ª                                                | 17ª                                               | 7                                                 |
| 10ª                                               | Angelique Kerber                                  | 27                                                | 3.590                                             | 25                                                | 10ª                                               | 7ª                                                | 16ª                                               | 1                                                 |
| 11ª                                               | Karolína Plíšková                                 | 23                                                | 3.285                                             | 26                                                | 24ª                                               | 7ª                                                | 25ª                                               | 12                                                |
| 12ª                                               | Timea Bacsinszky                                  | 26                                                | 3.133                                             | 17                                                | 48ª                                               | 10ª                                               | 47ª                                               | 35                                                |
| 13ª                                               | Carla Suárez Navarro                              | 27                                                | 3.090                                             | 25                                                | 18ª                                               | 8ª                                                | 17ª                                               | 4                                                 |
| 14ª                                               | Belinda Bencic                                    | 18                                                | 2.900                                             | 24                                                | 33ª                                               | 12ª                                               | 37ª                                               | 20                                                |
| 15ª                                               | Roberta Vinci                                     | 32                                                | 2.785                                             | 25                                                | 49ª                                               | 15ª                                               | 58ª                                               | 33                                                |
| 16ª                                               | Ana Ivanović                                      | 28                                                | 2.645                                             | 19                                                | 5ª                                                | 5ª                                                | 16ª                                               | 11                                                |
| 17ª                                               | Caroline Wozniacki                                | 25                                                | 2.641                                             | 24                                                | 8ª                                                | 4ª                                                | 17ª                                               | 9                                                 |
| 18ª                                               | Madison Keys                                      | 20                                                | 2.600                                             | 19                                                | 31ª                                               | 16ª                                               | 35ª                                               | 12                                                |
| 19ª                                               | Elina Svitolina                                   | 21                                                | 2.590                                             | 25                                                | 29ª                                               | 15ª                                               | 29ª                                               | 9                                                 |
| 20ª                                               | Sara Errani                                       | 28                                                | 2.525                                             | 26                                                | 15ª                                               | 12ª                                               | 22ª                                               | 6                                                 |

#### Número 1 do mundo
| Jogadora        | Ganhou o posto | Perdeu o posto |
| --------------- | -------------- | -------------- |
| Serena Williams | antes de 2015  | depois de 2015 |

### Duplas
| Corrida final de duplas (26 de outubro de 2015) | Corrida final de duplas (26 de outubro de 2015) | Corrida final de duplas (26 de outubro de 2015) | Corrida final de duplas (26 de outubro de 2015) |
| Pos.                                            | Dupla                                           | Pontos                                          | Torneios                                        |
| ----------------------------------------------- | ----------------------------------------------- | ----------------------------------------------- | ----------------------------------------------- |
| 1ª                                              | Martina Hingis Sania Mirza                      | 10.085                                          | 15                                              |
| 2ª                                              | Bethanie Mattek-Sands Lucie Šafářová            | 6.390                                           | 8                                               |
| 3ª                                              | Casey Dellacqua Yaroslava Shvedova              | 5.111                                           | 8                                               |
| 4ª                                              | Ekaterina Makarova Elena Vesnina                | 4.586                                           | 10                                              |
| 5ª                                              | Tímea Babos Kristina Mladenovic                 | 4.340                                           | 18                                              |
| 6ª                                              | Chan Hao-ching Chan Yung-jan                    | 3.705                                           | 13                                              |
| 7ª                                              | Katarina Srebotnik Caroline Garcia              | 3.705                                           | 18                                              |
| 8ª                                              | Raquel Kops-Jones Abigail Spears                | 3.380                                           | 19                                              |
| 9ª                                              | Andrea Hlaváčková Lucie Hradecká                | 3.130                                           | 17                                              |
| 10ª                                             | Garbiñe Muguruza Carla Suárez Navarro           | 3.100                                           | 13                                              |

| Ranking final de duplas (16 de novembro de 2015) | Ranking final de duplas (16 de novembro de 2015) | Ranking final de duplas (16 de novembro de 2015) | Ranking final de duplas (16 de novembro de 2015) | Ranking final de duplas (16 de novembro de 2015) | Ranking final de duplas (16 de novembro de 2015) | Ranking final de duplas (16 de novembro de 2015) |
| Pos.                                             | Jogadora                                         | Idade                                            | Pontos                                           | Torneios                                         | Pos. '14                                         | Variação                                         |
| ------------------------------------------------ | ------------------------------------------------ | ------------------------------------------------ | ------------------------------------------------ | ------------------------------------------------ | ------------------------------------------------ | ------------------------------------------------ |
| 1ª                                               | Sania Mirza                                      | 28                                               | 11.355                                           | 22                                               | 6ª                                               | 5                                                |
| 2ª                                               | Martina Hingis                                   | 35                                               | 11.355                                           | 22                                               | 11ª                                              | 9                                                |
| 3ª                                               | Bethanie Mattek-Sands                            | 30                                               | 7.450                                            | 13                                               | 268ª                                             | 265                                              |
| 4ª                                               | Lucie Šafářová                                   | 28                                               | 6.866                                            | 12                                               | 29ª                                              | 25                                               |
| 5ª                                               | Casey Dellacqua                                  | 30                                               | 5.835                                            | 17                                               | 31ª                                              | 26                                               |
| 6ª                                               | Yaroslava Shvedova                               | 28                                               | 5.720                                            | 13                                               | 24ª                                              | 18                                               |
| 7ª                                               | Chan Yung-jan                                    | 26                                               | 5.570                                            | 20                                               | 36ª                                              | 29                                               |
| 8ª                                               | Elena Vesnina                                    | 29                                               | 5.275                                            | 16                                               | 7ª                                               | 1                                                |
| 9ª                                               | Kristina Mladenovic                              | 22                                               | 5.095                                            | 22                                               | 17ª                                              | 8                                                |
| 10ª                                              | Ekaterina Makarova                               | 27                                               | 4.586                                            | 10                                               | 7ª                                               | 3                                                |
| 11ª                                              | Tímea Babos                                      | 22                                               | 4.580                                            | 20                                               | 21ª                                              | 10                                               |
| 12ª                                              | Chan Hao-ching                                   | 22                                               | 4.485                                            | 27                                               | 27ª                                              | 15                                               |
| 13ª                                              | Carla Suárez Navarro                             | 27                                               | 3.885                                            | 14                                               | 20ª                                              | 7                                                |
| 14ª                                              | Caroline Garcia                                  | 22                                               | 3.860                                            | 19                                               | 26ª                                              | 12                                               |
| 14ª                                              | Katarina Srebotnik                               | 34                                               | 3.860                                            | 21                                               | 10ª                                              | 4                                                |
| 16ª                                              | Garbiñe Muguruza                                 | 22                                               | 3.842                                            | 14                                               | 16ª                                              | Estável                                          |
| 17ª                                              | Lucie Hradecká                                   | 30                                               | 3.720                                            | 23                                               | 22ª                                              | 5                                                |
| 18ª                                              | Raquel Kops-Jones                                | 32                                               | 3.650                                            | 25                                               | 12ª                                              | 6                                                |
| 18ª                                              | Abigail Spears                                   | 34                                               | 3.650                                            | 20                                               | 12ª                                              | 6                                                |
| 20ª                                              | Andrea Hlaváčková                                | 29                                               | 3.380                                            | 20                                               | 15ª                                              | 5                                                |

#### Número 1 do mundo
| Jogadora                  | Ganhou o posto | Perdeu o posto |
| ------------------------- | -------------- | -------------- |
| Sara Errani Roberta Vinci | antes de 2015  | 12/04/2015     |
| Sania Mirza               | 13/04/2015     | depois de 2015 |

## Distribuição de pontos
A distribuição de pontos para a temporada de 2015 foi definida:
| Categoria                           | T      | F      | SF  | QF                                                 | R16                                                | R32                                                | R64                                                | R128                                               | Q                                                  | Q3                                                 | Q2                                                 | Q1                                                 |
| ----------------------------------- | ------ | ------ | --- | -------------------------------------------------- | -------------------------------------------------- | -------------------------------------------------- | -------------------------------------------------- | -------------------------------------------------- | -------------------------------------------------- | -------------------------------------------------- | -------------------------------------------------- | -------------------------------------------------- |
| Grand Slam (S)                      | 2000   | 1300   | 780 | 430                                                | 240                                                | 130                                                | 70                                                 | 10                                                 | 40                                                 | 30                                                 | 20                                                 | 2                                                  |
| Grand Slam (D)                      | 2000   | 1300   | 780 | 430                                                | 240                                                | 130                                                | 10                                                 | –                                                  | 40†                                                | –                                                  | –                                                  | –                                                  |
| WTA Finals (S/D)                    | 810+FG | 360+FG | FG  | Fase de grupos (FG): 160 por vitória + 70 por jogo | Fase de grupos (FG): 160 por vitória + 70 por jogo | Fase de grupos (FG): 160 por vitória + 70 por jogo | Fase de grupos (FG): 160 por vitória + 70 por jogo | Fase de grupos (FG): 160 por vitória + 70 por jogo | Fase de grupos (FG): 160 por vitória + 70 por jogo | Fase de grupos (FG): 160 por vitória + 70 por jogo | Fase de grupos (FG): 160 por vitória + 70 por jogo | Fase de grupos (FG): 160 por vitória + 70 por jogo |
| WTA Elite Trophy (S)                | 460+FG | 200+FG | FG  | Fase de grupos (FG): 80 por vitória + 40 por jogo  | Fase de grupos (FG): 80 por vitória + 40 por jogo  | Fase de grupos (FG): 80 por vitória + 40 por jogo  | Fase de grupos (FG): 80 por vitória + 40 por jogo  | Fase de grupos (FG): 80 por vitória + 40 por jogo  | Fase de grupos (FG): 80 por vitória + 40 por jogo  | Fase de grupos (FG): 80 por vitória + 40 por jogo  | Fase de grupos (FG): 80 por vitória + 40 por jogo  | Fase de grupos (FG): 80 por vitória + 40 por jogo  |
| WTA Premier Mandatory (96S, 48Q)    | 1000   | 650    | 390 | 215                                                | 120                                                | 65                                                 | 35                                                 | 10                                                 | 30                                                 | –                                                  | 20                                                 | 2                                                  |
| WTA Premier Mandatory (64/60S, 32Q) | 1000   | 650    | 390 | 215                                                | 120                                                | 65                                                 | 10                                                 | –                                                  | 30                                                 | –                                                  | 20                                                 | 2                                                  |
| WTA Premier Mandatory (28/32D)      | 1000   | 650    | 390 | 215                                                | 120                                                | 10                                                 | –                                                  | –                                                  | –                                                  | –                                                  | –                                                  | –                                                  |
| WTA Premier 5 (56S, 64Q)            | 900    | 585    | 350 | 190                                                | 105                                                | 60                                                 | 1                                                  | –                                                  | 30                                                 | 22                                                 | 15                                                 | 1                                                  |
| WTA Premier 5 (56S, 48/32Q)         | 900    | 585    | 350 | 190                                                | 105                                                | 60                                                 | 1                                                  | –                                                  | 30                                                 | –                                                  | 20                                                 | 1                                                  |
| WTA Premier 5 (28D)                 | 900    | 585    | 350 | 190                                                | 105                                                | 1                                                  | –                                                  | –                                                  | –                                                  | –                                                  | –                                                  | –                                                  |
| WTA Premier 5 (16D)                 | 900    | 585    | 350 | 190                                                | 1                                                  | –                                                  | –                                                  | –                                                  | –                                                  | –                                                  | –                                                  | –                                                  |
| WTA Premier (56S)                   | 470    | 305    | 185 | 100                                                | 55                                                 | 30                                                 | 1                                                  | –                                                  | 25                                                 | –                                                  | 13                                                 | 1                                                  |
| WTA Premier (32S)                   | 470    | 305    | 185 | 100                                                | 55                                                 | 1                                                  | –                                                  | –                                                  | 25                                                 | 18                                                 | 13                                                 | 1                                                  |
| WTA Premier (16D)                   | 470    | 305    | 185 | 100                                                | 1                                                  | –                                                  | –                                                  | –                                                  | –                                                  | –                                                  | –                                                  | –                                                  |
| WTA International (32S, 32Q)        | 280    | 180    | 110 | 60                                                 | 30                                                 | 1                                                  | –                                                  | –                                                  | 18                                                 | 14                                                 | 10                                                 | 1                                                  |
| WTA International (32S, 16Q)        | 280    | 180    | 110 | 60                                                 | 30                                                 | 1                                                  | –                                                  | –                                                  | 18                                                 | –                                                  | 12                                                 | 1                                                  |
| WTA International (16D)             | 280    | 180    | 110 | 60                                                 | 1                                                  | –                                                  | –                                                  | –                                                  | –                                                  | –                                                  | –                                                  | –                                                  |

† Aplicável somente ao Torneio de Wimbledon, que possui chave qualificatória de duplas.

## Aposentadorias e retornos
Notáveis tenistas (campeãs de pelo menos um torneio do circuito WTA e/ou top 100 no ranking de simples ou duplas por pelo menos uma semana) que anunciaram o fim de suas carreiras profissionais ou que, já aposentadas, retornaram ao circuito durante a temporada de 2015:

### Aposentadorias
Legenda:
- (V) vencedora; (F) finalista; (SF) semifinalista: (QF) quadrifinalista; (#R) derrotada na #ª fase da chave principal; (Q#) derrotada na #ª fase do qualificatório;

- (AO) Australian Open; (RG) Roland Garros; (WC) Wimbledon; (USO) US Open;

- (S) simples; (D) duplas; (DM) duplas mistas.

| 60ª | S | 27/07/2009 |
| 49ª | D | 19/04/2010 |

| 3R | RG  | 2014 | D |
| 3R | USO | 2008 | S |

| 37ª | S | 03/04/2006 |
| 62ª | D | 30/01/2006 |

| 1 | D |

| 4R | AO | 2008 | S |

| 70ª | S | 04/05/2009 |

| 2R | AO   | 2009 | S |
| 2R | WC   | 2009 | S |
| 2R | 2014 | D    |   |
| 2R | USO  | 2009 | D |
| 2R | 2013 | S    |   |

| 37ª | S | 31/03/2014 |

| 1 | S |

| 3R | AO | 2014 | S |

| 6ª | S | 28/09/2015 |
| 1ª | D | 28/02/2011 |

| 11 | S |
| 17 | D |

| V | AO  | 2011 | D |
| V | USO | 2015 | S |

| 37ª | S | 19/09/2011 |

| 1 | S |

| 4R | WC | 2011 | S |

| 15ª | S | 20/10/1997 |
| 1ª  | D | 12/06/2000 |

| 4  | S  |
| 79 | D  |
| 5  | DM |

| V | AO             | 2000      | D  |
| V | RG             | 2003      | DM |
| V | 2006           | D         |    |
| V | WC             | 1999 2012 | DM |
| V | 2001           | D         |    |
| V | USO            | 1996 2002 | DM |
| V | 2001 2005 2011 | D         |    |

| 37ª | S | 10/10/2011 |
| 42ª | D | 10/04/2014 |

| 1 | S |
| 1 | D |

| SF | WC | 2013 | D |

| 64ª | S | 14/10/1996 |
| 1ª  | D | 21/08/2000 |

| 60 | D  |
| 2  | DM |

| V | AO  | 2000      | D |
| V | DM  | 2000      |   |
| V | WC  | 2001 2004 | D |
| V | USO | 2001      | D |
| V | DM  | 2001      |   |

### Retornos
Legenda:
- (V) vencedora; (F) finalista; (SF) semifinalista: (QF) quadrifinalista; (#R) derrotada na #ª fase da chave principal; (Q#) derrotada na #ª fase do qualificatório;

- (AO) Australian Open; (RG) Roland Garros; (WC) Wimbledon; (USO) US Open;

- (S) simples; (D) duplas; (DM) duplas mistas.

| 33ª | S | 06/05/2013 |

| 3R | AO | 2000 | D  |
| 3R | WC | 2013 | DM |

| 7ª  | S | 14/11/2005 |
| 15ª | D | 06/06/2005 |

| 11 | S |
| 5  | D |

| SF | AO  | 2004 | S |
| SF | RG  | 2005 | D |
| SF | USO | 2004 | D |

| 36ª | S | 31/01/2011 |

| 1 | S |

| 4R | AO | 2011 | S |

## Prêmios
Os vencedores do WTA Awards de 2015 foram anunciados no final da temporada.
- Jogadora do ano:  Serena Williams;
- Dupla do ano:  Martina Hingis /  Sania Mirza;
- Jogadora que mais evoluiu:  Timea Bacsinszky;
- Revelação do ano:  Daria Gavrilova;
- Retorno do ano:  Venus Williams.

- Peachy Kellmeyer Player Service:  Lucie Šafářová;
- Esportividade Karen Krantzcke:  Petra Kvitová;
- Jerry Diamond Aces:  Caroline Wozniacki;
- Georgina Clark Mother:  Ingrid Löfdahl-Bentzer.

Torneios do ano:
- WTA Premier Mandatory:  Indian Wells;
- WTA Premier 5:  Dubai;
- WTA Premier:  Stuttgart;
- WTA International:  Acapulco (Américas},  Auckland (Ásia/Pacífico) e  Båstad (Europa/Oriente Médio).

Favoritos do torcedor:
- Jogadora:  Agnieszka Radwańska;
- Dupla:  Serena Williams /  Caroline Wozniacki (excepcionalmente como Womance of Year);

- Jogada do ano:  Agnieszka Radwańska na final do WTA Finals;
- Jogo do ano:  Agnieszka Radwańska vs.  Garbiñe Muguruza, pelas semifinais do WTA Finals;
- Jogo do Grand Slam do ano:  Victoria Azarenka vs.  Angelique Kerber, pela 3ª fase do US Open;

- Vídeo: WTA Emoji Challenge.